# Liste der Baudenkmäler in Bamberg/Innere Inselstadt
Auf dieser Seite sind die Baudenkmäler in der oberfränkischen kreisfreien Stadt Bamberg zusammengestellt. Diese Tabelle ist eine Teilliste der Liste der Baudenkmäler in Bayern. Grundlage ist die Bayerische Denkmalliste, die auf Basis des Bayerischen Denkmalschutzgesetzes vom 1. Oktober 1973 erstmals erstellt wurde und seither durch das Bayerische Landesamt für Denkmalpflege geführt wird. Die folgenden Angaben ersetzen nicht die rechtsverbindliche Auskunft der Denkmalschutzbehörde.
Diese Teilliste enthält die Denkmäler des historischen Bereichs der Inneren Inselstadt innerhalb der ehemaligen Stadtbefestigung der Inselstadt.

## Baudenkmäler der Inneren Inselstadt

### Ehemalige Stadtbefestigung der Inselstadt
Von der älteren Inneren Stadtbefestigung des 13. Jahrhunderts sind außer dem im 17. Jahrhundert weitgehend neu errichteten Hasentor (vgl. Am Kranen 14) nur geringe Reste in den Gebäuden Grüner Markt 31/Maximiliansplatz 1, Zinkenwörth 5 (Zinkenwörther Torturm) und der Turm des Burgerhofs, quadratischer Grundriss, oberstes Geschoss aus Sandsteinquadern (vgl. Heumarkt 2/An der Universität 7) erhalten.
Folgende Reste der Äußeren Stadtbefestigung der Mitte des 15. Jahrhunderts mit Mauer und zum Teil schon im 15. Jahrhundert durch Fachwerkaufsätze zu Mietzinshäusern ausgebauten Türmen sind vorhanden:
- im Süden am Gelände des ehemaligen Klarissenklosters
- östlich des Ludwig-Donau-Main-Kanals zwischen den Grundstücksgrenzen von Nonnenbrücke 7a, Schillerplatz 11a und 15 zu Am Zwinger 4, 4c, 4b, 4a, Am Zwinger 2b und 2c, nach Norden entlang der Grundstücksgrenzen von Richard-Wagner-Straße 2/4, zwischen Harmoniegarten (hinter Schillerplatz 5/7) und den Grundstücken Hainstraße 4a, 4 und 2
- kurzes Mauerstück mit zu einem Gartenhaus ausgebauten Stadtturmrest hinter Lange Straße 31 (vgl. dort)

Folgende Mauerteile sind weitgehend als Bausubstanz in die Gebäude integriert:
- Vorderer Graben 8, 10, 12 und 20 (jeweils mit Mauerstücken und Turm)
- Mauerstücke in Vorderer Graben 14, 126, 18, 20a, 22, 24, 26, 28, 30, 32, 34, 36, 38, 40, 42, 44 und Holzmarkt 4, Holzmarkt 6 und 8 (jeweils mit Mauerstücken und Turm)
- weitere Mauerstücke in Holzmarkt 10, und jenseits der Kapuzinerstraße in Hinterer Graben 2, 4 (mit Mauerturm), 6, 8, 10, 12, 14 (mit Turm), 16, 18, 20, 22, 24a, 24b, 24 und 26
- Reste der Fischerpforte (vgl. Fischerei 43/45).

Der ursprünglich vorgelagerte Befestigungsgraben in den Gartengrundstücken zwischen Kleberstraße und Vorderer Graben ist weitgehend erhalten. Aktennummer D-4-61-000-39.

### Ludwig-Donau-Main-Kanal
| Lage                                                                                                  | Objekt                                                             | Beschreibung | Akten-Nr.                        | Bild           |
| --- | ------------------------------------------------------------------ | --- | -------------------------------- | -------------- |
| Geyerswörthstraße 4a, 5, 5a, Nähe Mühlwörth, Obere Mühlbrücke 9, Regnitz, Schimmelsgasse 5 (Standort) | Abschnitt des Ludwig-Donau-Main-Kanals                             | Künstlich angelegte Wasserstraße zwischen Kelheim und Bamberg auf einer Länge von 173 km mit ehem. 100 Schleusen, zahlreichen wasser- und schifffahrtstechnischen Anlagen und Gebäuden zur Herstellung eines durchgehenden Wasserweges zwischen Nordsee und dem Schwarzen Meer, auf Veranlassung König Ludwigs I. von Bayern durch Heinrich Freiherr von Pechmann, 1836–1845 | D-4-61-000-592                   | weitere Bilder |
| Am Kanal, Nonnengraben (Standort)                                                                     | Anlände                                                            | Bestandteil des Ludwig-Donau-Main-Kanals, Sandsteineinfassung mit Rampen, 1836–45. | D-4-61-000-21 Wikidata           | weitere Bilder |
| Am Kanal, Nonnengraben (Standort)                                                                     | Eisenkran                                                          | Südlicher von zwei Kränen gleicher Bauart, bezeichnet I. W. Spaeth Dutzendteich 1846 | D-4-61-000-21 zugehörig          | weitere Bilder |
| Am Kanal, Nonnengraben (Standort)                                                                     | Eisenkran                                                          | Nördlicher von zwei Kränen gleicher Bauart, bezeichnet I. W. Spaeth Dutzendteich 1846 | D-4-61-000-21 zugehörig Wikidata | weitere Bilder |
| Am Kanal 15 (Standort)                                                                                | Ehemalige Kanalmeisterei, Bestandteil des Ludwig-Donau-Main-Kanals | Eingeschossiger Sandsteinquaderbau mit Stufengiebeln und Stichbogenöffnungen, 1870 | D-4-61-000-20 Wikidata           | weitere Bilder |

### Am Kanal
| Lage                                       | Objekt                                                                 | Beschreibung | Akten-Nr.               | Bild           |
| ------------------------------------------ | ---------------------------------------------------------------------- | --- | ----------------------- | -------------- |
| Am Kanal 5 (Standort)                      | Wohn- und Gaststättenbau                                               | Reich gegliederter dreigeschossiger Gruppenbau in historisierendem Heimatstil, mit vorspringendem Treppenturm und von Zwerchhäusern und Gauben aufgelockertem Walmdach, 1906 von Alban Schindlbeck | D-4-61-000-18 Wikidata  | weitere Bilder |
| Am Kanal, Obere Brücke, Regnitz (Standort) | Obere Brücke                                                           | Dreibogige Sandsteinbrücke, deren westlicher Pfeiler den Unterbau des Torturms vom Alten Rathaus (siehe dort) bildet, wohl die älteste der Bamberger Brücken, 1453/56 von Hans Vorchheimer, Verbreiterungen 1901–1913, der mittlere Bogen 1945 gesprengt und 1956 in Beton mit Sandsteinverkleidung wiederaufgebaut | D-4-61-000-985 Wikidata | weitere Bilder |
| Am Kanal, Obere Brücke, Regnitz (Standort) | Barocke Kreuzigungsgruppe                                              | Von Leonhard Gollwitzer 1715. Inschrift auf dem Sockel: „Hanc Iconem curari fecit Praenobilis / Strenu(us) et Clariss(imus) Dom(inus) D(ominus) JOANNES PHILIPPUS de / CASCHE. Iu(ris). Licent(iatus). 5. Liber. Cauton. Suevi Consilu et Direct Synd / icus Adjuvante Prudentiae Dom(inus). D(ominus). JOANNE / FRIDERICO ROSENZWEIG / Urb. Bamberg. Senat. et Archit. Mil. etc.“. Im Sockelbereich sind die drei Evangelisten Matthäus, Lukas links und Markus dargestellt, Kruzifix mit Maria Magdalena zu Füßen von Jesus, flankiert von Maria links und dem Evangelisten Johannes rechts. Wappen des Syndicus und Rechtsgelehrten Johann Philipp de Casche bzw. de Caché (1712 geadelt). Figur der Maria 2016 in einem Sturm beschädigt, 2018 restauriert. | D-4-61-000-985 Wikidata | weitere Bilder |
| Am Kanal, Obere Brücke, Regnitz (Standort) | Steinfigur des heiligen Johann Nepomuk, heute Kopie von Hans Leitherer | Bezeichnet „1927“, Original von Johann Caspar Metzner aus dem frühen 18. Jahrhundert, jetzt in den Sammlungen des Historischen Vereins Bamberg | D-4-61-000-985 Wikidata | weitere Bilder |

### Am Kranen
| Lage                                            | Objekt                        | Beschreibung | Akten-Nr.                        | Bild           |
| ----------------------------------------------- | ----------------------------- | --- | -------------------------------- | -------------- |
| Am Kranen 1 (Standort)                          | Altes Schlachthaus            | Sandsteinquaderbau, mit Untergeschoßarkaden in die Regnitz hinausgebaut, Mansarddach, im Giebel über dem Hauptportal liegende Rindsskulptur und Inschrift mit Chronogramm, von Paulus Mayer 1741/42 | D-4-61-000-23 Wikidata           | weitere Bilder |
| Am Kranen 1, Am Kranen, Nonnengraben (Standort) | Kanalhafen Bamberg            | Kaimauer aus Sandstein als Bestandteil des Ludwig-Donau-Main-Kanals, 1836–1845 | D-4-61-000-30 Wikidata           | weitere Bilder |
| Am Kranen 1, Am Kranen, Nonnengraben (Standort) | Kanalhafen Bamberg, Eisenkran | Bezeichnet „1864“, hergestellt bei I. W. Spaeth, Dutzendteich | D-4-61-000-30 zugehörig          | weitere Bilder |
| Am Kranen 1, Am Kranen, Nonnengraben (Standort) | Kanalhafen Bamberg, Eisenkran | Bezeichnet „1864“, hergestellt bei I. W. Spaeth, Dutzendteich | D-4-61-000-30 zugehörig          | weitere Bilder |
| Am Kranen 2 (Standort)                          | Wohn- und Geschäftshaus       | Dreigeschossiges Mansardwalmdachhaus mit Eckpilastern, am Kopf der Unteren Brücke, spätes 18. Jahrhundert, 1957 erweitert | D-4-61-000-24 Wikidata           | weitere Bilder |
| Am Kranen 12 (Standort)                         | Ehemaliges Hochzeitshaus      | Mehrteilige Baugruppe, Flügel Am Kranen 12 gegen die Regnitz 1610/12 als stattlicher dreigeschossiger traufständiger Sandsteinquaderbau mit Satteldach und rustiziertem Portal errichtet, hofseitig Treppenturm mit nach innen gerichtetem Sitznischenportal und polygonaler Haube                                                       | D-4-61-000-25 Wikidata           | weitere Bilder |
| Austraße 17 (Standort)                          | Rückgebäude zu Am Kranen 12   | Das ehemalige Gasthaus zum Wilden Mann kopierender Neubau von 1973/74, vom Bau von 1606/07 Bauteile (u. a. Portal) übernommen | D-4-61-000-25 zugehörig Wikidata | weitere Bilder |
| Am Kranen 12 a (Standort)                       | Wappenstein                   | An der Flanke, Haßfurter Wappen, 14. Jahrhundert | D-4-61-000-26 Wikidata           | weitere Bilder |
| Am Kranen 12 a (Standort)                       | Sogenanntes Hasenpförtchen    | Torbau mit Fachwerkobergeschoss im Zuge der Stadtbefestigung des 13./14. Jahrhunderts (siehe dort), 1678 neu errichtet, 1735 zum Anwesen Am Kranen 14 gelangt, gegenwärtige Gestalt 1746 | D-4-61-000-27 Wikidata           | weitere Bilder |
| Am Kranen 14, Am Kranen 12 a (Standort)         | Bürgerhaus                    | Zweigeschossiger, massiver und traufständiger Mansarddachbau über Winkelgrundriss, massive, ursprünglich symmetrische Front mit Mittelrisalit und spätbarocker architektonischer Gliederung, rückwärtig Fachwerkgiebel, 1746 errichtet, rechte Einfahrt und ursprünglich mittige Haustür bei Erdgeschossumbau 1863 durch Fenster ersetzt | D-4-61-000-27 Wikidata           | weitere Bilder |

### An der Universität
| Lage                            | Objekt                                          | Beschreibung | Akten-Nr.              | Bild           |
| ------------------------------- | ----------------------------------------------- | --- | ---------------------- | -------------- |
| An der Universität 5 (Standort) | Ehemaliges Akademiegebäude, heute Universität   | Ursprünglich als Dreiflügelanlage geplant, lediglich der Südflügel mit Ostpavillon ausgeführt, dreigeschossig mit Mansardwalmdach, im Hof Mittelrisalit mit Dreiecksgiebel, Spätbarock, nach Plan von Johann Michael Fischer 1772 errichtet, Westflügel 1977–1980 in am Südflügel orientierenden Formen | D-4-61-000-42 Wikidata | weitere Bilder |
| An der Universität 7 (Standort) | Ehemaliger Kollegiumschulbau, heute Universität | Freistehender zweigeschossiger Quaderbau mit Walmdach, 1611–1613 wohl nach Plänen von Jakob Wolff dem Älteren, Dachbereich 1819/20 vereinfacht, manieristisches Prachtportal von Nikolaus Lenckhardt 1612                                                                                               | D-4-61-000-43 Wikidata | weitere Bilder |

#### Ehemaliger Burgershof
| Lage                                                     | Objekt                                                  | Beschreibung | Akten-Nr.               | Bild           |
| -------------------------------------------------------- | ------------------------------------------------------- | --- | ----------------------- | -------------- |
| An der Universität 9 (Standort)                          | Ehemaliger Stadtmauerturm (siehe auch Stadtbefestigung) | Mit oktogonaler Schweifhaube und zwei- bis dreigeschossigen massiven Anbauten mit Satteldach und abgewalmten Pultdächern, im äußeren Erscheinungsbild wesentlich vom Umbau im Heimatstil Anfang des 20. Jahrhunderts geprägt, zweigeschossiger westlicher Anbau, urspr. Spritzenhaus und Stadtschreiberstube, 1712/13, nördlicher Erweiterungsbau 1864/66, östliche Anbauten im Kern spätmittelalterlich, gemeinsam mit dem westlichen Anbau eingreifend umgebaut und erweitert durch Hans Erlwein 1903 | D-4-61-000-327 Wikidata | weitere Bilder |
| An der Universität 9 (Standort)                          | Klassizistischer Brunnen                                | In Form eines polynartigen Sandsteinpfeilers, um 1825 | D-4-61-000-327 Wikidata | weitere Bilder |
| An der Universität 9 (Standort)                          | Wagenremise und Pferdestall                             | Eingeschossiger Fachwerkbau, hohes Satteldach mit zwei großen Ladegauben, von 1889/90 | D-4-61-000-327 Wikidata | weitere Bilder |
| An der Universität 11 (Standort)                         | Ehemaliges Haus des Stadtphysicus                       | Im Kern spätmittelalterlicher Sandsteinquaderbau, Obergeschoss mit Zierfachwerk von 1625, Satteldach | D-4-61-000-327 Wikidata | weitere Bilder |
| An der Universität 11, westwärts anschließend (Standort) | Feuerwehrhaus                                           | Massivbau aus Sandstein mit fünf rundbogigen Einfahrtstoren und einseitig abgewalmtem Satteldach, 1823–1827 errichtet, 1982 Umbau zum Seminargebäude | D-4-61-000-327 Wikidata | weitere Bilder |
| An der Universität, Heumarkt 2 (Standort)                | Ehemaliges Kutscherwohnhaus                             | Dreigeschossiger massiver Wohnbau mit Satteldach, seitlich Zwerchgiebel mit Schopfwalm, historistisch, 1896 | D-4-61-000-327 Wikidata | weitere Bilder |

### Austraße
| Lage                   | Objekt                                                | Beschreibung | Akten-Nr.              | Bild           |
| ---------------------- | ----------------------------------------------------- | --- | ---------------------- | -------------- |
| Austraße 6 (Standort)  | Wohn- und Geschäftshaus                               | Dreigeschossiger Eckbau mit Mansarddach und gegliederter Fassade, um 1760/70, 1877 Veränderung des Zwerchhausgiebels, 1902 Ladenumbau, nach 1945 Ladenumbau und Erneuerung der Südfassade; gemeinsam mit Austraße 8 (siehe dort) errichtet | D-4-61-000-50 Wikidata | weitere Bilder |
| Austraße 8 (Standort)  | Wohn- und Geschäftshaus                               | Dreigeschossig mit Mansarddach und gegliederter Fassade, um 1760/70 mit älterem Kern, Erdgeschossumbau 1921; gemeinsamer Brandgiebel mit Austraße 6 (siehe dort) | D-4-61-000-51 Wikidata | weitere Bilder |
| Austraße 12 (Standort) | Ehemaliges Bürgerhaus, heute Wohn- und Geschäftshaus  | Dreigeschossiger barocker Traufseitbau, Massivbau mit Satteldach, streng gegliederte Fassade mit schmalem rustiziertem Mittelrisalit, um 1730, Renovierung mit Ladenumbau im Erdgeschoss 1980 | D-4-61-000-52 Wikidata | weitere Bilder |
| Austraße 14 (Standort) | Wohn- und Geschäftshaus, Vorderhaus und Hofgebäude    | Dreigeschossiges traufständiges Vorderhaus, Massivbau mit schlicht gestalteter Fassade, mittiger Hofeinfahrt und Satteldach, im Kern spätes 15. Jahrhundert, äußere Erscheinung auf Um- und Neubau von 1863 zurückgehend, Erdgeschoss durch moderne Ladeneinbauten überformt bzw. entkernt, rechtes Seitengebäude 1874 errichtet und 1947 aufgestockt, Innenhof modern überformt | D-4-61-000-53 Wikidata | weitere Bilder |
| Austraße 19 (Standort) | Hausfigur                                             | Marienkrönung, Sandstein gefasst, barock, Mitte 18. Jahrhundert, Georg Reuß zugeschrieben | D-4-61-000-55 Wikidata | weitere Bilder |
| Austraße 21 (Standort) | Wohn- und Geschäftshaus in Ecklage                    | Dreigeschossiger Putzbau mit Pultdach, gegliederter Fassade, im Rahmen der Neugestaltung der Fischgasse Teilabbruch und Neubau 1768 nach Plänen von Johann Jakob Michael Küchel, Umbauten 1846, 1862 und 1886 | D-4-61-000-56 Wikidata | weitere Bilder |
| Austraße 23 (Standort) | Wohn- und Geschäftshaus                               | Dreigeschossiger Eckbau, genutete Eckquaderungen mit aufgelegten Rocaillen, Mansarddach, im Kern wohl 16. Jahrhundert, 1768 nach Plänen von Michael Küchel außen im Zusammenhang mit dem gegenüberliegenden Eckhaus Austraße 21 umgestaltet, Erdgeschoss 1919 entkernt, Mansarddach 1922                                                                                         | D-4-61-000-57 Wikidata | weitere Bilder |
| Austraße 23 (Standort) | Seitengebäude                                         | Dreigeschossig, mit Satteldach, um 1800 und nach 1821, entlang der Fischstraße anschließend | D-4-61-000-57 Wikidata | weitere Bilder |
| Austraße 25 (Standort) | Wohn- und Geschäftshaus                               | Dreigeschossiger Traufseitbau mit vorspringenden Obergeschossen in verputztem Fachwerk, Satteldach, spätes 18. Jahrhundert, 1865 und 1960 verändert, im Kern älter, Hof mit Seitengebäuden und Hinterhaus | D-4-61-000-58 Wikidata | weitere Bilder |
| Austraße 27 (Standort) | Stattliches Bürgerhaus                                | Dreigeschossiger Traufseitbau, zurückhaltend gegliederte Fassade mit Rokokokapitellen und seitlicher Tordurchfahrt, hohes Mansarddach, um 1760/70, 1879 im Innern umgebaut, Hausmadonna um 1760/70 | D-4-61-000-59 Wikidata | weitere Bilder |
| Austraße 29 (Standort) | Wohn- und Geschäftshaus                               | Dreigeschossiges massives Eckhaus mit einseitig abgewalmtem Satteldach, im Kern nach 1584, um 1710 erneuert, aus dieser Zeit auch die Fassadengliederung, Umbau 1866, direkt anschließendes Seitengebäude zur Hasengasse mit Fachwerkobergeschossen | D-4-61-000-60 Wikidata | weitere Bilder |
| Austraße 35 (Standort) | Ehemaliges Gasthaus zum Specht                        | Dreigeschossiger Traufseitbau mit nobel gegliederter spätbarocker Steinfassade, hofseits wohl verputztes Fachwerk, Fassade 1762 erneuert, im Kern älter, Erdgeschossumbau 1858, schmiedeeisernes Wirtshausschild 19. Jahrhundert | D-4-61-000-61 Wikidata | weitere Bilder |
| Austraße 37 (Standort) | Ehemaliges Haus zum Schwan, heute Universitätsgebäude | Vom spätmittelalterlichen Bau der Keller, vom Umbau des dritten Viertels 18. Jahrhundert die massive Fassade erhalten, das Übrige ein Neubau 1978 | D-4-61-000-62 Wikidata | weitere Bilder |

### Edelstraße
| Lage                    | Objekt                    | Beschreibung | Akten-Nr.               | Bild           |
| ----------------------- | ------------------------- | --- | ----------------------- | -------------- |
| Edelstraße 6 (Standort) | Wohnhaus mit Nebengebäude | Zweigeschossiges Traufseithaus, Fachwerk mit Satteldach, 1701 errichtet, Nebengebäude mit gleicher Traufhöhe, das massive Erdgeschoss 1866 um ein Obergeschoss in Fachwerk mit flach geneigtem Satteldach erhöht | D-4-61-000-106 Wikidata | weitere Bilder |

### E.T.A.-Hoffmann-Platz
| Lage                               | Objekt                                                    | Beschreibung | Akten-Nr.                | Bild           |
| ---------------------------------- | --------------------------------------------------------- | --- | ------------------------ | -------------- |
| E.T.A.-Hoffmann-Platz 1 (Standort) | Kleinbürgerhaus                                           | Dreigeschossiger verputzter Massivbau mit Satteldach, wesentlich 18. Jahrhundert mit Resten 16. Jahrhundert, Umbau und Ausbau des zweiten Obergeschosses durch Adam Mößmeringer 1851 | D-4-61-000-1230 Wikidata | weitere Bilder |
| E.T.A.-Hoffmann-Platz 2 (Standort) | Ehemaliges Stadtpolizeigefängnis, ab 1795 Militärlazarett | 1792 errichteter, zweigeschossig freistehender Mansardwalmdachbau, Putzbau mit Gliederungen und Rahmenformen in Sandstein, flach gegliederte Fronten                                 | D-4-61-000-1228 Wikidata | weitere Bilder |

### Fischerei
Die Gebäude der Hausnummern 3a, 3, 3c, 3b, 11, 13, 17, 19, 21, 23, 25, 27, 29, 31, 33, 35, 37, 39, 41, 43, 45, 47 haben direkten Regnitzzugang.

| Lage                      | Objekt                                                                 | Beschreibung | Akten-Nr.                | Bild           |
| ------------------------- | ---------------------------------------------------------------------- | --- | ------------------------ | -------------- |
| Fischerei 1 (Standort)    | Wohnhaus                                                               | Schlichter zweigeschossiger Traufseitbau mit Satteldach, im Kern wohl Mitte 18. Jahrhundert | D-4-61-000-141 Wikidata  | weitere Bilder |
| Fischerei 2 (Standort)    | Wohnhaus                                                               | Dreigeschossiger Traufseitbau mit Satteldach und Zwerchhaus, Fachwerk, im Kern 15./16. Jahrhundert, im 18. Jahrhundert aufgestockt und in der zweiten Hälfte des 18. Jahrhunderts mit einer Steinfassade versehen | D-4-61-000-142 Wikidata  | weitere Bilder |
| Fischerei 3 b (Standort)  | Ehemaliges Fischerhaus                                                 | Zur Regnitz traufständiges eingeschossiges Hauptgebäude, massives Untergeschoss, Fachwerkobergeschoss mit Laubengang, steiles Satteldach, im Kern um 1500, Veränderungen 17./18. Jahrhundert | D-4-61-000-144 Wikidata  | weitere Bilder |
| Fischerei 3 b (Standort)  | Seitenbau                                                              | Zweiteiliger nördlich anschließend, hinterer Teil zweigeschossig in konstruktivem Fachwerk, wohl 19. Jahrhundert, vorderer Teil mit massivem Erdgeschoss und neugotischem Fachwerkecktürmchen, um 1914 (nicht öffentlich zugänglich) | D-4-61-000-144 Wikidata  | weitere Bilder |
| Fischerei 3 c (Standort)  | Geschlossenes Hofanwesen auf hakenförmigem Grundriss                   | Zur Regnitz traufständiges eingeschossiges Hauptgebäude, massives Untergeschoss, Fachwerkobergeschoss mit Laubengang, Satteldach, im Kern vielleicht noch um 1500, stark überformtes Vorderhaus und Seitenflügel 17./18. Jahrhundert | D-4-61-000-143 Wikidata  | weitere Bilder |
| Fischerei 4 (Standort)    | Wohnhaus                                                               | Dreigeschossiges schmales Traufseithaus in verputztem Fachwerk, mit steilem Satteldach, im Kern zweite Hälfte 15. Jahrhundert, im 18. Jahrhundert umgebaut, vielleicht auch aufgestockt, Fenster 19. Jahrhundert | D-4-61-000-145 Wikidata  | weitere Bilder |
| Fischerei 5 (Standort)    | Langgestreckter Wohnbau                                                | Zweigeschossiger giebelständiger nordwestlicher Hausteil mit massivem Erdgeschoss, Fachwerkobergeschoss und Halbgiebel, Mitte 16. Jahrhundert, südöstlicher Hausteil in Quadermauerwerk erneuert 1786 | D-4-61-000-146 Wikidata  | weitere Bilder |
| Fischerei 6 (Standort)    | Wohnhaus                                                               | Schlichter dreigeschossiger Eckbau mit Pultdach, Erdgeschoss massiv, Obergeschosse in verputztem Fachwerk, zweite Hälfte 18. Jahrhundert, Aufstockung 1893 | D-4-61-000-147 Wikidata  | weitere Bilder |
| Fischerei 7 (Standort)    | Ehemaliges Fischeranwesen aus Haupthaus und Seitenflügel zur Fischerei | Eingeschossiges Fachwerkhauptgebäude mit massivem Untergeschoss, Laubengang und traufständiges steiles Satteldach zur Regnitz, im Kern um 1500, zweigeschossiger Seitenbau mit verputztem Fachwerkobergeschoss | D-4-61-000-148 Wikidata  | weitere Bilder |
| Fischerei 8 (Standort)    | Turnhalle der ehemaligen Zentralschule, jetzt Martinschule             | Eingeschossiger Mansarddachbau mit Halbwalm, Haubendachreiter, durch kräftiges Vorlagensystem gegliedert, nach Westen zweigeschossiger Umkleidekabinenanbau mit Walmdach, nach Osten polygonaler Bühnenanbau mit Mansardwalmdach, barockisierender Heimatstil, von Wilhelm Schmitz 1914 | D-4-61-000-1524 Wikidata | weitere Bilder |
| Fischerei 11 (Standort)   | Anwesen aus zwei Wohnhäusern mit Verbindungsbau                        | Beides Massivbauten mit Mansardhalbwalmdach das westliche zur Regnitz zweigeschossig, das östliche zur Gasse eingeschossig, ursprünglich zwei Anwesen (Nr. 9 und Nr. 11), beim Ausbau von 1794 zusammengefügt, im Kern wohl Mitte 18. Jahrhundert und älter | D-4-61-000-149           | weitere Bilder |
| Fischerei 13 (Standort)   | Mehrteiliges Anwesen, Hauptgebäude                                     | Dreigeschossig, in Fachwerk mit steilem Satteldach, zur Regnitz zweigeschossig mit Laubengängen über massivem Keller, im Kern wohl 16. Jahrhundert, Umbau um 1768, drittes Geschoss 1934 aufgestockt, zweigeschossiger mehrfach (u. a. 1882) erweiterter Nebenbau mit Pultdach und Eingangsbereich zur Gasse | D-4-61-000-150 Wikidata  | weitere Bilder |
| Fischerei 13 (Standort)   | Mehrteiliges Anwesen, Nebenbau                                         | Zweigeschossiger, mehrfach (u. a. 1882) erweitert, mit Pultdach und Eingangsbereich zur Gasse | D-4-61-000-150 Wikidata  | weitere Bilder |
| Fischerei 15 (Standort)   | Gasthaus Fischerei                                                     | Umfangreiche Anlage auf trapezförmigem Grundriss mit Binnenhof, dreigeschossiges Vorderhaus traufständig mit stumpfwinklig gebrochener massiver Fassade mit Hofeinfahrtstor, Satteldach, hofseitig Fachwerk, älteste Teile um 1600, Obergeschosse 1811 durch Ferdinand Dennefeld massiv erneuert, Umbauten an Haupt- und Rückgebäuden 1880–1882, Südgiebel 1950 erneuert, ein- bis zweigeschossige Hofgebäude mit Mansarddach bzw. Satteldach Ende 18. Jahrhundert auf älteren Grundmauern | D-4-61-000-151 Wikidata  | weitere Bilder |
| Fischerei 17 (Standort)   | Fischerhaus                                                            | Dreigeschossiges Hauptgebäude in Fachwerk mit steilem Satteldach, traufständig zur Regnitz gerichtetes Wohnhaus zweigeschossig mit Laubengängen über massivem Keller, erste Hälfte 18. Jahrhundert | D-4-61-000-152 Wikidata  | weitere Bilder |
| Fischerei 17 a (Standort) | Nebengebäude                                                           | Zur Straße nach Nordosten gelegener dreigeschossiger verputzter Traufseitbau auf stumpfwinklig gebrochenem Grundriss, 1860 errichtet, Umbau zur Lagerhalle 1870, Ausbau zu Wohnungen wohl durch Gustav Haeberle 1888/89 und Abtrennung des nördlichen Teils als eigenständige Hausnummer 17a | D-4-61-000-152 Wikidata  | weitere Bilder |
| Fischerei 19 (Standort)   | Fischerhaus                                                            | Zweigeschossiger Mansarddachbau, teils massiv, teils Fachwerk, Mitte 18. Jahrhundert, im Oberlicht des Haustürgewändes kleines Vesperbild, wohl 19. Jahrhundert | D-4-61-000-153 Wikidata  | weitere Bilder |
| Fischerei 21 (Standort)   | Ehemaliges Fischerhaus                                                 | Zweigeschossiges traufständiges Wohnhaus in Fachwerk mit Walmdach, zur Regnitz Erdgeschoss in Sandsteinquadermauerwerk und Obergeschosse mit Schieferbehang, äußere Erscheinung Ende 17. Jahrhundert; mit Ausstattung | D-4-61-000-154 Wikidata  | weitere Bilder |
| Fischerei 23 (Standort)   | Fischerhaus                                                            | Zur Straße zweigeschossiger, zur Regnitz dreigeschossiger traufständiger Fachwerkbau mit Laubengängen, Satteldach, Kellergeschoss zur Regnitz in Sandstein, im Kern eingeschossiger Bau des späteren 15. Jahrhunderts, bestimmender Ausbau mit Aufstockung wohl 1717, Änderungen der Fensterachsen und Vergrößerung der Haustür 1896; mit Ausstattung | D-4-61-000-155 Wikidata  | weitere Bilder |
| Fischerei 25 (Standort)   | Fischerhaus                                                            | Zweigeschossiges traufständiges Wohnhaus mit massiver Straßenfassade und Satteldach, zur Regnitz vorgesetzte Laubengänge, im Kern vermutlich spätmittelalterlich, heutige Gestalt wesentlich um 1700, Fassade 1847 von Andreas Stübler, Gauben 1886 | D-4-61-000-156 Wikidata  | weitere Bilder |
| Fischerei 27 (Standort)   | Fischerhaus                                                            | Zur Straße dreigeschossiger traufständiger Wohnbau mit massiver Fassade und flach geneigtem Satteldach, zur Regnitz über Kellergeschoss zweigeschossig mit heute verglasten Laubengängen und Mansarde, im Kern spätmittelalterlicher Fachwerkbau, Gesamterscheinung Ende 18. Jahrhundert, Ausbau und Fassade von Joseph III. Dennefeld bezeichnet „1836“ | D-4-61-000-157 Wikidata  | weitere Bilder |
| Fischerei 29 (Standort)   | Fischerhaus                                                            | Zweigeschossiges traufständiges Fachwerkwohnhaus mit Satteldach mit massiver Fassade, zur Regnitz Laubengänge (der untere heute verglast), älteste Teile wohl spätmittelalterlich, spiegelbildlich zum Nachbarhaus Fischerei 27 disponiert, Fassade 1837 von Joseph III. Dennefeld, Dachausbauten 1877 und 1884 | D-4-61-000-158 Wikidata  | weitere Bilder |
| Fischerei 31 (Standort)   | Ehemaliger Getreidespeicher                                            | Ungegliederter zweigeschossiger verputzter Massivbau mit flach geneigtem Satteldach, 1868 in Anpassung an die Nachbarhäuser, 1877 Ausbau zu Wohnungen | D-4-61-000-159 Wikidata  | weitere Bilder |
| Fischerei 33 (Standort)   | Fischerhaus                                                            | 18. Jahrhundert, zweigeschossiges traufständiges Wohnhaus mit schlichter Lisenengliederung, teils massiv, teils in Fachwerk, zur Regnitz Laubengänge (heute verglast), Fassade und innere Umbauten 1866, Erdgeschoss Umbauten 1896 und 1899 | D-4-61-000-160 Wikidata  | weitere Bilder |
| Fischerei 35 (Standort)   | Fischerhaus                                                            | Zweigeschossiger traufständiger Wohnbau, mit schlicht gegliederter Steinfassade im Plattenstil, zur Regnitz heute verglaste Laubengänge, wohl 1805 neu errichtet, Dachgeschoss 1873 aus- und 1952 umgebaut | D-4-61-000-161 Wikidata  | weitere Bilder |
| Fischerei 37 (Standort)   | Fischerhaus                                                            | Zweigeschossiges traufständiges massives Wohnhaus mit schlicht gegliederter Fassade im Plattenstil und Mansarddach, zur Regnitz Laubengänge vorgesetzt, 1805, Dachausbau 1877, das Innere spiegelbildlich Fischerei 35 entsprechend | D-4-61-000-162 Wikidata  | weitere Bilder |
| Fischerei 39 (Standort)   | Fischerhaus                                                            | Eingeschossige traufständige südliche Doppelhaushälfte mit steilem Satteldach, zur Regnitz Laubengang, 17./18. Jahrhundert, Fassade von Joseph III. Dennefeld 1837, Fassadenänderung und Teilausbau des Daches 1905, das Innere 1948 völlig umgebaut; nördliche siehe Doppelhaushälfte Fischerei 41 | D-4-61-000-163 Wikidata  | weitere Bilder |
| Fischerei 41 (Standort)   | Fischerhaus                                                            | Eingeschossige traufständige nördliche Doppelhaushälfte mit steilem Satteldach, zur Regnitz Laubengang, heute verkleidet und verglast, 17./18. Jahrhundert, Fassade von 1858 später stark modernisiert; südliche Doppelhaushälfte siehe Fischerei 39 | D-4-61-000-164 Wikidata  | weitere Bilder |
| Fischerei 43 (Standort)   | Ehemaliges Überfahrhaus (Fährhaus), heute Wohnhaus                     | Folge von drei Fachwerkhäusern mit zur Regnitz gegeneinander versetzten Fassaden zum Teil mit Zierfachwerk, die beiden südöstlichen Häuser traufständig zur Straße mit Satteldächern, das nordwestliche, zur Straße nicht in Erscheinung tretend, schräg hinter Fischerei 45 angefügt, mit Mansarddach, älteste Teile 17. Jahrhundert, im Norden die Flankenmauer der ehemaligen Fischerpforte der Mitte des 15. Jahrhunderts einbeziehend, im 18./19. Jahrhundert ausgebaut               | D-4-61-000-165 Wikidata  | weitere Bilder |
| Fischerei 45 (Standort)   | Ehemaliges städtisches Zinshaus, Doppelwohnhaus, östlicher Teil        | Spiegelbildlich aufeinander bezogene zweigeschossige verputzte Fachwerkhäuser mit Mansarddach, letztes Viertel 18. Jh., Fischerei 45 bezieht im Süden die Flankenmauer der ehem. Fischerpforte der Mitte des 15. Jh. ein, Fischerei 47 ist als Eckbau zur Markusbrücke abgewalmt | D-4-61-000-166 Wikidata  | weitere Bilder |
| Fischerei 47 (Standort)   | Ehemaliges städtisches Zinshaus, Doppelwohnhaus, östlicher Teil        | Spiegelbildlich aufeinander bezogene zweigeschossige verputzte Fachwerkhäuser mit Mansarddach, letztes Viertel 18. Jh., Fischerei 45 bezieht im Süden die Flankenmauer der ehem. Fischerpforte der Mitte des 15. Jh. ein, Fischerei 47 ist als Eckbau zur Markusbrücke abgewalmt | D-4-61-000-167 Wikidata  | weitere Bilder |

### Fischstraße
| Lage                     | Objekt                  | Beschreibung | Akten-Nr.                | Bild           |
| ------------------------ | ----------------------- | --- | ------------------------ | -------------- |
| Fischstraße 1 (Standort) | Wohn- und Geschäftshaus | Dreigeschossiger traufständiger Putzbau mit Satteldach, Erdgeschoss und erstes Obergeschoss massiv, zweites Obergeschoss in Fachwerk, Außenerscheinung 18. Jahrhundert, Kern vielleicht älter, Umbau 1832, Schaufensterfront 1914, Fassadenmalerei 1916 (Entwurf Heinrich Manger, Ausführung O. Reh) | D-4-61-000-168 Wikidata  | weitere Bilder |
| Fischstraße 3 (Standort) | Wohn- und Geschäftshaus | Zweigeschossiges massives Eckhaus, im Satteldach zweiachsiges Zwerchhaus symmetrisch zwischen Gauben, im Kern wohl noch mittelalterlich, unvollendeter Ausbau mit Fassadengliederung und Rokokohaustür um 1767, Umbau des Erdgeschosses durch Wilhelm Sachs 1924 | D-4-61-000-169 Wikidata  | weitere Bilder |
| Fischstraße 6 (Standort) | Wohnhaus                | Dreigeschossiger Pultdachbau in Ecklage, Erdgeschoss massiv, Obergeschosse Fachwerk, im Kern spätmittelalterlich, Umbau 1626/27 (dendro.dat.), klassizistische Fassade um 1845 | D-4-61-000-2571 Wikidata | weitere Bilder |
| Fischstraße 8 (Standort) | Bürgerhaus              | Vierflügeliger Bau um einen Binnenhof, zu Fischstraße und Am Kranen als dreigeschossiger Eckbau mit Satteldach in Erscheinung tretend, massives Erdgeschoss, Obergeschosse in verputztem Fachwerk, östlicher Hofflügel mit Pultdach, mit 1767/68 von Michael Küchel ausgebaut und mit abgerundeter Ecke als Pendant zur Nr. 9 mit dieser als Eingangstor der Fischgasse konzipiert, Umbauten 1828/29, 1840 und 1890 | D-4-61-000-170 Wikidata  | weitere Bilder |
| Fischstraße 9 (Standort) | Wohnhaus                | Schmales, dreigeschossiges Eckhaus mit spätbarocker Putzfassade und einseitig abgewalmtem Dach, im Kern vielleicht noch spätmittelalterlich zusammen mit dem gegenüberstehenden Bau bei der Neufassung der Fischgasse 1768 von Michael Küchel errichtet, Veränderungen im 19. Jahrhundert | D-4-61-000-171 Wikidata  | weitere Bilder |

### Fleischstraße
| Lage                        | Objekt                                                    | Beschreibung | Akten-Nr.                | Bild           |
| --------------------------- | --------------------------------------------------------- | --- | ------------------------ | -------------- |
| Fleischstraße 5 (Standort)  | Wohn- und Geschäftshaus                                   | Dreigeschossiges Eckhaus, Massivbau mit flach gegliederter Fassade im Plattenstil und Satteldach, 1772 zweigeschossig errichtet, zweites Obergeschoss 1911 aufgestockt, Erdgeschossumbau mit korbbogigen Ladenfenstern 1934, Hausfigur, Salvator Christus, um 1710/20 | D-4-61-000-174 Wikidata  | weitere Bilder |
| Fleischstraße 15 (Standort) | Wohn- und Geschäftshaus                                   | Dreigeschossiger Traufseitbau mit Mansarddach, im Kern 18. Jahrhundert, Fassade im nachbarocken Plattenstil 1822 von Joseph III. Dennefeld, Erdgeschoss 1900 verändert, 1919 Rückwand massiv erneuert | D-4-61-000-175 Wikidata  | weitere Bilder |
| Fleischstraße 21 (Standort) | Kleinbürgerliches Anwesen aus Vorderhaus und Rückgebäuden | Dreigeschossiges traufständiges Wohnhaus mit massiver verputzter Straßenfront und flach geneigtem Satteldach, im Kern spätmittelalterlich, 1434/35 (dendrochronologisch datiert), zweites Obergeschoss 1876 aufgestockt, Rückgebäude mit Pultdach, Putzbau teils massiv, teils in Fachwerk, rechtes Seitengebäude Fachwerkbau mit Pumpbrunnen im massiven Erdgeschoss, schmales linkes Seitengebäude zweigeschossig mit Laubengang | D-4-61-000-1464 Wikidata | weitere Bilder |
| Fleischstraße 23 (Standort) | Bürgerhaus                                                | Dreigeschossiges traufständiges Hauptgebäude mit Mansarddach und schlicht gegliederter Fassade, spätes 18. Jahrhundert, mit Veränderungen 19. Jahrhundert, dreigeschossiger Seitenflügel, Obergeschosse in Fachwerk mit Laubengängen, Pultdach, Rückgebäude dreigeschossig mit Satteldach, Fachwerk verputzt | D-4-61-000-176 Wikidata  | weitere Bilder |
| Fleischstraße 29 (Standort) | Kleinbürgerhaus                                           | Zweigeschossiger massiver Traufseitbau mit Satteldach, verputzte Fassade in nachbarockem Plattenstil, um 1800, am Hof rechts massives zweigeschossiges Seitengebäude, links schmaler Seitenflügel aus Holz, beide 1819 | D-4-61-000-177 Wikidata  | weitere Bilder |

### Franz-Ludwig-Straße
| Lage                             | Objekt                                                   | Beschreibung | Akten-Nr.               | Bild           |
| -------------------------------- | -------------------------------------------------------- | --- | ----------------------- | -------------- |
| Franz-Ludwig-Straße 5 (Standort) | Wohn- und Geschäftshaus, ehemaliges städtisches Zinshaus | Als Doppelhaus, dreigeschossiger Traufseitbau mit Satteldach, im Kern vielleicht spätmittelalterlich, 1712 barock verändert, in der linken Hälfte (ehem. Nr. 3) Einrichtung eines Ladens 1872, in der rechten Hälfte (ehem. Nr. 5) 1908, gleichzeitig gemeinsame Aufstockung auf drei Geschosse, 1976 teilentkernt | D-4-61-000-179 Wikidata | weitere Bilder |
| Franz-Ludwig-Straße 6 (Standort) | Ehemaliger Häfnerladen                                   | Dreiseitig freistehender erdgeschossiger Putzbau mit Satteldach, in der Mitte pavillonartiger Aufbau mit Walmdach, im Kern 18. Jahrhundert, Umbauten 1880 und 1928 | D-4-61-000-180 Wikidata | weitere Bilder |

### Frauenstraße
| Lage                       | Objekt                                                                                        | Beschreibung | Akten-Nr.                | Bild           |
| -------------------------- | --------------------------------------------------------------------------------------------- | --- | ------------------------ | -------------- |
| Frauenstraße 1 (Standort)  | Türbogenrelief                                                                                | Erzengel Michael in flachem, gestelztem Dreipassrahmen, Stein, um 1908 | D-4-61-000-1420 Wikidata | weitere Bilder |
| Frauenstraße 2 (Standort)  | Wohn- und Gasthaus                                                                            | Stattliches dreigeschossiges Eckhaus in Massivbauweise mit gegliederter Fassade und Satteldach, 1701 in strengen Barockformen errichtet, 1886 umgebaut, Sandsteinfigur des heiligen Nikolaus, frühes 18. Jahrhundert, vielleicht von Leonhard Gollwitzer | D-4-61-000-1422 Wikidata | weitere Bilder |
| Frauenstraße 3 (Standort)  | Ehemaliges Handwerkerhaus, seit 1907 Geschäftshaus                                            | Zweigeschossiges Eckhaus mit schlicht gegliederten Fronten im Plattenstil, Satteldach, um 1730, durchgreifender Umbau 1974–1975, Hausmadonna um 1730 | D-4-61-000-1412 Wikidata | weitere Bilder |
| Frauenstraße 11 (Standort) | Hausfigur Maria Trösterin der Betrübten                                                       | Gefasste steinerne Nachbildung des Gnadenbildes der ehemaligen Jesuitenkirche, um 1770 | D-4-61-000-1394 Wikidata | weitere Bilder |
| Frauenstraße 13 (Standort) | Wohngebäude                                                                                   | Breitgelagertes zweigeschossiges Mansarddachhaus, Massivbau in schlichten Barockformen mit Mittelportal, zweites Viertel 18. Jahrhundert, Seitenflügel mit Laubengängen | D-4-61-000-1415 Wikidata | weitere Bilder |
| Frauenstraße 17 (Standort) | Wohnhaus, ehemaliges Handwerkerhaus                                                           | Dreigeschossiger Traufseitbau mit massivem Erdgeschoss und verputzten Fachwerkobergeschossen, Satteldach, 17. Jahrhundert, Fassade um 1870 verändert | D-4-61-000-852 Wikidata  | weitere Bilder |
| Frauenstraße 22 (Standort) | Bürgeranwesen                                                                                 | Regelmäßige Anlage mit rechtwinkligem Innenhof; traufständiges zweigeschossiges Hauptgebäude mit schlichter Gliederung und Satteldach, rückwärtig vorgelagerte Gangbauten, 1778, Veränderungen des Innern 1931; Seitenflügel und Rückgebäude zweigeschossige Fachwerkbauten mit Pultdächern, die Erdgeschosse zum Teil massiv, Umbau des Hofgebäudes 1809; zum Anwesen Frauenstraße 20 Feuergasse mit Tür zur Straße                        | D-4-61-000-1414 Wikidata | weitere Bilder |
| Frauenstraße 24 (Standort) | Bürgeranwesen mit Vorderhaus, Rückgebäude und verbindenden Seitenflügeln um geschlossenen Hof | Zweigeschossiges Hauptgebäude mit massiver verputzter Fassade und Satteldach mit großem Zwerchhaus um 1670, Fassadenerneuerung 1807 Das zweigeschossige massive Rückgebäude mit Mansarddach 1865 und 1909 umgebaut, linker Seitenflügel mit Obergeschosslaube 18. Jahrhundert, rechter Seitenflügel 19./Anfang 20. Jahrhundert | D-4-61-000-1395 Wikidata | weitere Bilder |
| Frauenstraße 25 (Standort) | Wohnhaus                                                                                      | Zweigeschossiger traufständiger Satteldachbau in schlichten Barockformen, teils Fachwerk, teils massiv, um 1700/1710 | D-4-61-000-1396 Wikidata | weitere Bilder |
| Frauenstraße 26 (Standort) | Bürgeranwesen mit Vorderhaus                                                                  | Rückgebäude und verbindenden Seitenflügeln um geschlossenen Hof; Vorderhaus, dreigeschossiger Traufseitbau mit verputzter massiver Fassade in schlichten Barockformen, 1760, 1886 Aufstockung von Seitenflügel und Rückgebäude auf drei Geschosse | D-4-61-000-1397 Wikidata | weitere Bilder |
| Frauenstraße 27 (Standort) | Doppelhaus, linke Hälfte                                                                      | Zweigeschossiger Traufseitbau mit schlichter Straßenfront, Erdgeschoss massiv, Obergeschoss verputztes Fachwerk, um 1450/80, rückwärtig zweigeschossiger Anbau von 1893, hofseitig Seitenflügel mit Laubengang 16./17. Jahrhundert und Rückgebäude frühes 18. Jahrhundert | D-4-61-000-1398 Wikidata | weitere Bilder |
| Frauenstraße 27 (Standort) | Doppelhaus, rechte Hälfte (Nr. 29)                                                            | Zweigeschossiger Traufseitbau mit schlichter Straßenfront, Erdgeschoss massiv, Obergeschoss verputztes Fachwerk, um 1450/80, äußere Erscheinung zweite Hälfte 18. Jahrhundert | D-4-61-000-1398 Wikidata | weitere Bilder |
| Frauenstraße 31 (Standort) | Wohnhaus                                                                                      | Zweigeschossiges massives und verputztes Eckhaus mit Mansarddach, Fassade in Rokokoformen mit Eckpilastern, 1763, vermutlich von Michael Küchel, für den Bildhauer Johann Bernhard Kamm errichtet, Anbau des zweigeschossigen Seitenflügels in verputztem Fachwerk mit Satteldach Ende 18. Jahrhundert, im Hof schmaler zweigeschossiger hölzerner Flügel mit Pultdach, Hausfigur, heiliger Johann Nepomuk um 1763 von Johann Bernhard Kamm | D-4-61-000-1399 Wikidata | weitere Bilder |

### Generalsgasse
| Lage                        | Objekt                                                   | Beschreibung | Akten-Nr.                | Bild           |
| --------------------------- | -------------------------------------------------------- | --- | ------------------------ | -------------- |
| Generalsgasse 1 (Standort)  | Bürgerhaus                                               | dreigeschossiger traufständiger Wohnbau mit massiver Fassade und Pultdach, im Kern spätmittelalterlich, äußere Erscheinung Ende 18. Jahrhundert                                                                                      | D-4-61-000-1418 Wikidata | weitere Bilder |
| Generalsgasse 4 (Standort)  | Bürgerhaus                                               | Dreigeschossiger Traufseitbau mit Satteldach, im Kern wohl noch spätmittelalterlich, bei Umbau 1811 Fassade von Erd- und erstem Obergeschoss wohl vollständig neu gebaut, Aufstockung um zweites Obergeschoss 1893/1905              | D-4-61-000-1411 Wikidata | weitere Bilder |
| Generalsgasse 5 (Standort)  | Bürgerhaus                                               | Dreigeschossiger Traufseitbau mit Pultdach, im Kern wohl noch spätmittelalterlich, Aufstockung und äußere Erscheinung spätes 18./frühes 19. Jahrhundert                                                                              | D-4-61-000-187 Wikidata  | weitere Bilder |
| Generalsgasse 11 (Standort) | Ehemaliges Handwerkerhaus, heute Wohn- und Geschäftshaus | Dreigeschossiger traufständiger Fachwerkbau mit massiver Fassade und Pultdach, wohl 1661 errichtet oder wiederhergestellt, Fassade der Obergeschosse 1811 von Ferdinand Dennefeld massiv erneuert, Ladeneinbau 1875, Ladenumbau 1898 | D-4-61-000-188 Wikidata  | weitere Bilder |
| Generalsgasse 13 (Standort) | Ehemaliges Handwerkerhaus                                | Viergeschossiges Traufseithaus mit Satteldach, teils massiv, teils in verputztem Fachwerk, wohl erste Hälfte des 18. Jahrhunderts, Erweiterung des Zwerchhauses zu einem vierten Stock 1869 Im Keller Mikwa                          | D-4-61-000-189 Wikidata  | weitere Bilder |

### Geyerswörthstraße
| Lage                                        | Objekt                                                                                          | Beschreibung | Akten-Nr.               | Bild           |
| ------------------------------------------- | ----------------------------------------------------------------------------------------------- | --- | ----------------------- | -------------- |
| Geyerswörthstraße 1 (Standort)              | Ehemaliges Schloss Geyerswörth, heute Rathaus Geyerswörth                                       | Zweigeschossige Baugruppe um zwei Höfe mit Walm- und Satteldächern, Turmunterbau noch von der Behausung der namengebenden Familie Geyer 14. Jahrhundert, weitgehender Neubau als mehrflügeliger Renaissancebau um einen Innenhof mit verlängertem Ostflügel durch Erasmus Braun und Jörg Wieber, 1580–1588, Wappen über dem Haupttor Hans Werner zugeschrieben, bezeichnet „1587“, Turmobergeschoss und -haube Ende 17. Jahrhundert, Umbauten von Michael Küchel 1743–1749, in den Arkaden des Nordflügels ursprünglich für das Rathaus geschaffenes Stadtwappen von Joseph Bonaventura Mutschele 1755/56 Ehemals zum Schlosskomplex gehörig zwei ehemalige Gartenpavillons (siehe Geyerswörthstraße 3) und ehemalige Untervogtei (siehe Geyerswörthstraße 2) | D-4-61-000-195 Wikidata | weitere Bilder |
| Geyerswörthstraße 2 (Standort)              | Ehemalige Untervogtei                                                                           | Langgestreckter zweigeschossiger Bau, der nördliche Teil mit Mansarddach und schlicht gegliedert, wohl von Johann Lorenz Fink um 1800, der südliche Teil mit Walmdach ehemalige Stallungen von Anselm Franz Freiherr von Ritter zu Grünstein; ehemals Teil des Schlosses Geyerswörth (siehe Geyerswörthstraße 1) | D-4-61-000-196 Wikidata | weitere Bilder |
| Geyerswörthstraße 3, 3 a und 3 b (Standort) | Ehemalige Badeanstalt, zwei zweigeschossige ehemalige Gartenpavillons des Schlosses Geyerswörth | Mit Mansardwalmdächern, spätes 18. Jahrhundert, 1818 durch einen zweigeschossigen Verbindungstrakt mit Satteldach und Mittelrisalit verbunden, dem Areal des ehemaligen Geyerswörthgartens südwestlich davor zugewandt; ehemals Teil des Schlosses Geyerswörth (siehe Geyerswörthstraße 1) | D-4-61-000-197 Wikidata | weitere Bilder |
| Geyerswörthstraße 4 (Standort)              | Ehemalige Bischofsmühle, heute Gaststätte                                                       | Dreiseitig freistehende langgestreckter verputzter zweigeschossiger Mansardwalmdachbau, Erdgeschoss in Sandstein, Obergeschoss in Fachwerk, im Kern 17. Jahrhundert 1834–1840 als Mansarddachbau (bezeichnet 1835) nach Plan von Sebastian Neubauer erneuert | D-4-61-000-198 Wikidata | weitere Bilder |
| Geyerswörthstraße 14 (Standort)             | Mietshaus                                                                                       | Im Maximiliansstil, dreigeschossiger Massivbau, mit flach geneigtem Satteldach, 1864 | D-4-61-000-199 Wikidata | weitere Bilder |
| Geyerswörthstraße 16 (Standort)             | Mietshaus                                                                                       | Im Maximiliansstil, in Ecklage, dreigeschossiger Massivbau, mit flach geneigtem Satteldach, 1864 | D-4-61-000-200 Wikidata | weitere Bilder |

### Grüner Markt
| Lage                                                   | Objekt | Beschreibung | Akten-Nr.                | Bild           |
| ------------------------------------------------------ | --- | --- | ------------------------ | -------------- |
| Grüner Markt (Standort)                                | Brunnen mit Neptunsfigur, sogenannter Gabelmann                                                                                        | Quergestrecktes verkröpftes Sandsteinbecken mit schmiedeeisernem, barockem Gitter, am Brunnenpfeiler Wappenschilde (Fürstbischof Lothar Franz von Schönborn und Stadt Bamberg) haltende Putten, Bildhauerarbeiten von Johann Caspar Metzner 1697/98. Unter dem fürstbischöflichen Wappen über der Jahreszahl 1698 die Buchstaben „L.F.D.G.S.S.M.A.S.R.I.P.G.A.E.E.E.B.“ für „Lotharius Franciscus Dei Gratia Sanctae Sedis Moguntinae Archiepiscopus Sacri Romani Imperii Princeps Germaniae Archicancellarius Et Elector Episcopus Bambergensis“ – Lothar Franz, von Gottes Gnaden Erzbischof des heiligen Sitzes zu Mainz, Fürst des Heiligen Römischen Reiches, Erzkanzler und Kurfürst für Germanien, Bischof von Bamberg. | D-4-61-000-216 Wikidata  | weitere Bilder |
| Grüner Markt (Standort)                                | Zapfbrunnen mit kleiner Figur eines Marktweibes, „Unä Fra Dot“                                                                         | Muschelkalk, 1933 von Hans Leitherer, ursprünglich auf dem Maximiliansplatz aufgestellt, 1938 an die Promenade versetzt, seit 1976 am heutigen Standort | D-4-61-000-1196 Wikidata | weitere Bilder |
| Grüner Markt 6 (Standort)                              | Ehemaliges Bürgeranwesen, heute Wohn- und Geschäftshaus, Wohngebäude mit Nebengebäuden an südöstlich anschließendem trapezförmigem Hof | Dreigeschossiges traufständiges Vorderhaus, massiv mit leicht geknickter Gebäudeflucht und Satteldach, im Kern zweite Hälfte 15. Jahrhundert, um 1560 weitgehend neu errichtet, um 1740 verändert, Fassade 1902 verändert, Erdgeschoss modern verändert, Hofgebäude durch barocke Umbauten 18. Jahrhundert geprägt | D-4-61-000-201 Wikidata  | weitere Bilder |
| Grüner Markt 7 (Standort)                              | Sogenanntes Stapfsches Haus, ehemaliges Bürgerhaus, heute Wohn- und Geschäftshaus                                                      | Dreiseitig freistehend, dreigeschossiger barocker Quadersteinbau mit Mansardwalmdach, Säulenportal mit Wappen des Bauherrn Johannes Caspar Schehlein, Anfang 18. Jahrhundert nach Plan von Johann Leonhard Dientzenhofer errichtet mit Stuckausstattung von Johann Jakob Vogel um 1720, Portalfiguren Leonhard Gollwitzer zugeschrieben, Ladeneinbauten von 1885 später mehrfach verändert | D-4-61-000-202 Wikidata  | weitere Bilder |
| Grüner Markt 9 (Standort)                              | Wohn- und Geschäftshaus | Viergeschossiger Massivbau in Ecklage mit Walmdach, im Kern spätmittelalterliches Steinhaus, im 18. Jahrhundert erneuert, Veränderungen im 19. Jahrhundert, 1900 Neubau des gesamten Seitenbaus zur Fischstraße mit historisierender Fassade, Vorderhaus nach Kriegsschaden bis 1947 ohne Fassadenschmuck wiederaufgebaut, Ladenumbau 1954, Rückgebäude am Hof, zweigeschossige Fachwerkbauten, wohl um 1700 | D-4-61-000-203 Wikidata  | weitere Bilder |
| Grüner Markt 14 (Standort)                             | Sogenanntes Raulinohaus | Anspruchsvolles, palaisartiges barockes Bürgerhaus, dreigeschossig mit gegliederter Quadersteinfassade und Mansarddach, über den Erdgeschossarkaden mit figürlichem Dekor, nach 1700, vermutlich von Johann Dientzenhofer, Veränderungen im 19. und 20. Jahrhundert | D-4-61-000-204 Wikidata  | weitere Bilder |
| Keßlerstraße 11 (Standort)                             | Hoftor | Sandsteinquaderbau, bezeichnet 1812, zwischen Keßlerstraße 17 und 19 | D-4-61-000-204 Wikidata  | weitere Bilder |
| Grüner Markt 16 (Standort)                             | Wohn- und Geschäftshaus | Viergeschossiger Traufseitbau mit Mansarddach, im Kern wohl 1592, Fassade 1965 neubarock erneuert; im ersten Obergeschoss historisierende Ausstattung um 1887 (möglicherweise von Gustav Haeberle angeregt) | D-4-61-000-855 Wikidata  | weitere Bilder |
| Grüner Markt 17, entlang der Jesuitenstraße (Standort) | Seitenflügel | Langgestrecktes dreigeschossiges traufständiges Gebäude mit barocker Fassadengliederung, um 1700, korbbogige Toreinfahrt | D-4-61-000-205 Wikidata  | weitere Bilder |
| Grüner Markt 19 (Standort)                             | Kirche, ehemals zum Allerheiligsten Namen Jesu, jetzt Stadtpfarrkirche St. Martin                                                      | Mit dem Chor nach Nordwesten gerichtete Wandpfeilerkirche mit Satteldach, kräftig gegliederter, dem Grünen Markt beherrschend zugewandter Fassade und Turm mit gestufter Haube mit Laterne im Chorscheitel, 1686–1696 nach Plänen von Georg Dientzenhofer unter der Bauleitung von Johann Leonhard Dientzenhofer, Turmaufbau P. Michael Weihl, errichtet; mit Ausstattung | D-4-61-000-206           | weitere Bilder |
| An der Universität 2, Fleischstraße 2 (Standort)       | Ehemaliges Jesuitenkolleg, ehemaliges Kolleggebäude, jetzt Universitätsgebäude                                                         | Mit Naturalienkabinett und Bibliothek, auf unregelmäßigem Grundriss um zwei Höfe angelegte Mehrflügelanlage aus dreigeschossigen Bauten um den Haupt- und zweigeschossigen Bauten am nördlichen Nebenhof, abgewalmte Satteldächer, längsrechteckiger, an den Chor der Kirche angefügter Haupthof, Süd- und Westflügel vermutlich nach Planungen des Bauleiters P. Michael Weihl 1696/97 im Rohbau errichtet, Ostflügel 1702/03, durch Verlängerung des Westflügels, Errichtung eines Treppenturms und des Nordflügels 1706–1708 geschlossen, kleiner dreieckiger Nordhof mit Küchenflügel, Bibliothek und Torbau 1729–1735 in heutiger Form vollendet                                                                          | D-4-61-000-206           | weitere Bilder |
| Grüner Markt 20 (Standort)                             | Bürgerhaus | Viergeschossiger Traufseitbau Quadersteinfassade und Mansarddach, im Kern 15./16. Jahrhundert, Umgestaltungen im 18. Jahrhundert und um 1810, das dritte Obergeschoss in Backstein mit aufgeputzter Gliederung von Chrysostomus Martin 1892 aufgestockt, Ladenumbauten 1891, 1936 und 1966, an der Südostseite des rückwärtigen Hofes zweigeschossiger Laubengang, Fachwerkbau mit Pultdach, vermutlich 16. Jahrhundert; ursprünglich ein gemeinsames Gebäude mit Grüner Markt 22, innere Teilung 16. Jahrhundert, äußere Trennung durch unterschiedliche Fassaden um 1810 | D-4-61-000-207 Wikidata  | weitere Bilder |
| Grüner Markt 22 (Standort)                             | Bürgerhaus | Dreigeschossiger Traufseitbau mit Quadersteinfassade und Satteldach, im Kern wohl vor allem Mitte 16. Jahrhundert, Fassade um 1810 unter Verwendung von Bauteilen des 16. Jahrhunderts neu aufgebaut, Erdgeschoss im 20. Jahrhundert mehrfach verändert; ursprünglich ein gemeinsames Gebäude mit Grüner Markt 20, innere Teilung 16. Jahrhundert, äußere Trennung durch unterschiedliche Fassaden um 1810 | D-4-61-000-208 Wikidata  | weitere Bilder |
| Grüner Markt 22 (Standort)                             | Hausmadonna | Um 1730/40 (Nachbildung des Gnadenbildes von St. Martin) | D-4-61-000-208 Wikidata  | weitere Bilder |
| Grüner Markt 23, 25 und 27 (Standort)                  | Ehemaliges Kaufhaus Tietz, Kaufhaus | Eisenbetonbau mit viergeschossiger Fassade und Mansardwalmdach, in barockisierenden Formen, 1909/10 von Johannes Kronfuß, Erweiterung durch Anton Staller 1928/29, in den 1950er und 1960er Jahren entkernt und stark überformt | D-4-61-000-209 Wikidata  | weitere Bilder |
| Grüner Markt 23 (Standort)                             | Zufahrt | Zwischen Grüner Markt 21 und 23 unter Zweitverwendung einer Löwenskulptur des 17./18. Jahrhunderts als Torbogen in neobarocker Formensprache gestaltet | D-4-61-000-209 Wikidata  | weitere Bilder |
| Grüner Markt 26 (Standort)                             | Wohn- und Geschäftshaus | Dreigeschossiges massives Eckhaus mit Mansardwalmdach, äußere Erscheinung nachklassizistisch, beim eingreifenden Umbau 1866/87 mit der ehemaligen Franz-Ludwig-Straße 1 vereinigt, Ladeneinbau im Erdgeschoss im 20. Jahrhundert mehrfach verändert | D-4-61-000-211 Wikidata  | weitere Bilder |
| Grüner Markt 26 (Standort)                             | Wohn- und Geschäftshaus | Ehemaliges Anwesen Franz-Ludwig-Straße 1, dreigeschossig mit Kniestock und Satteldach, bezeichnet „1866“, mit Hofgebäuden | D-4-61-000-211 Wikidata  | weitere Bilder |
| Grüner Markt 28 (Standort)                             | Wohn- und Geschäftshaus | Schmaler viergeschossiger Traufseitbau mit massiver Fassade und Satteldach, im Kern vielleicht 16. Jahrhundert, innere Umbauten durch Joseph II. Dennefeld 1811, Fassadenänderung und Aufsetzen eines Kniestocks durch Georg II. Hofbauer 1869, Aufsetzen eines Dachhauses und Entkernung des Erdgeschosses im Zuge eines Umbaus durch Chrysostomus Martin 1885 | D-4-61-000-213 Wikidata  | weitere Bilder |
| Grüner Markt 29 (Standort)                             | Ehemalige Bäckerei, heute Wohn- und Geschäftshaus                                                                                      | Vorderhaus, dreigeschossiger Traufseitbau mit Satteldach, massive Fassade mit Pilastergliederung, im Kern 1547/48 (dendrochronologisch datiert), Fassade und Dachtragwerk Vorderhaus 1719/20 (dendrochronologisch datiert), Umbau 1866, 1880 völliger Erdgeschossumbau, im Hinterhaus Dachkonstruktion 1547/48 (dendrochronologisch datiert), Hausfigur, heiliger Joseph, gefasste Holzskulptur, erstes Viertel 18. Jahrhundert | D-4-61-000-214 Wikidata  | weitere Bilder |
| Grüner Markt 31 (Standort)                             | Ehemaliges Katharinenspital | Mehrflügelige barocke Anlage aus dreigeschossigen Mansarddachbauten, von Balthasar Neumann 1729–1738 | D-4-61-000-925 Wikidata  | weitere Bilder |
| Grüner Markt 31, Fleischstraße 4 (Standort)            | Ehemaliges Katharinenspital, ehemaliger Wirtschaftshof                                                                                 | Nur der Flügel zur Fleischstraße mit Tordurchfahrt erhalten | D-4-61-000-925 Wikidata  | weitere Bilder |
| Grüner Markt 31 (Standort)                             | Ehemaliges Katharinenspital, Kapellentrakt                                                                                             | Um zwei Höfe errichtete Flügelbauten mit nobler Gliederung und hausteinsichtigem Eckpavillon, auf den gleichzeitigen Neubau des Klerikerseminars (vgl. Maximiliansplatz 3) bezogen, mit dem zum Grünen Markt ausgerichteten Verwalterbau 1733 begonnen und bis 1738 vollendet, Umbau für Kaufhausnutzung nach Plänen von Albin Strobel mit Schaufensterfronten nach Entwurf von Theodor Fischer 1928–30 | D-4-61-000-925 Wikidata  | weitere Bilder |
| Grüner Markt 31 (Standort)                             | Stadtmauer | Im Keller Rest des 13./14. Jh. | D-4-61-000-925 Wikidata  | Stadtmauer     |

### Habergasse
| Lage                      | Objekt                                                                                                   | Beschreibung | Akten-Nr.               | Bild           |
| ------------------------- | --- | --- | ----------------------- | -------------- |
| Habergasse 3 a (Standort) | Bürgeranwesen, ehemaliger Lämmleinshof, zweiteilige Anlage                                               | Hauptgebäude, sogenannter Turm, schmales viergeschossiges traufständiges Gebäude, Sandstein und Backstein, im Kern wohl ein zweigeschossiges mittelalterliches Steinhaus, in der Spätgotik aufgestockt, am Giebel Rundbogenfries und Lisenengliederung, bezeichnet „1532“, Umbauten 18. Jahrhundert und 1904, ehemals auch Lange Straße 8 zugehörig, siehe dort | D-4-61-000-224 Wikidata | weitere Bilder |
| Habergasse 3 (Standort)   | Bürgeranwesen, ehemaliger Lämmleinshof, zweiteilige Anlage                                               | Zweigeschossiges Eckhaus (Habergasse 3) in bescheidenen Formen des 18./19. Jh., Erdgeschoss entkernt | D-4-61-000-224 Wikidata | weitere Bilder |
| Habergasse 9 (Standort)   | Bürgerhaus                                                                                               | Zweigeschossiger Traufseitbau mit Satteldach, bezeichnet „1746“, Umbauten Ende 18. Jahrhundert, 1891 (Durchfahrt vermauert) und 1909 | D-4-61-000-225 Wikidata | weitere Bilder |
| Habergasse 10 (Standort)  | Bürgerhaus                                                                                               | Dreigeschossiges Hauptgebäude mit gegliederter Fassade und Mansarddach, nach 1770, Ladeneinbau 1909, Hausfigur, Immaculata, nach 1770, Franz Martin Mutschele zugeschrieben, dreigeschossiges Rückgebäude mit Pultdach, zweites Obergeschoss 1881 | D-4-61-000-226 Wikidata | weitere Bilder |
| Habergasse 11 (Standort)  | Ehemaliges Haus zum Elefanten                                                                            | Stattliches zweigeschossiges Eckhaus mit Satteldach, massives Erdgeschoss, zur Generalsgasse breiter Giebel mit Zierfachwerk, am Hans Werner zugeschriebenen Hauszeichen mit Elefantenrelief bezeichnet „1582“ | D-4-61-000-227 Wikidata | weitere Bilder |
| Habergasse 12 (Standort)  | Wohngebäude, ehemaliges Rückgebäude vom Anwesen Oberen Brücke 12 (vgl. dort), dort um 1812 ausgegliedert | Dreigeschossiger Fachwerkbau über Untergeschoss in Sandstein, spätmittelalterlicher Satteldachbau, wohl vor 1506, traufständig mit Lauben zum Fluss 18./19. Jahrhundert | D-4-61-000-228 Wikidata | weitere Bilder |
| Habergasse 12 (Standort)  | Nebengebäude                                                                                             | Nach Osten anschließend an das Wohngebäude, verputzt, dreigeschossig mit zwei Massivgeschossen und zweitem Obergeschoss in Fachwerk, abgewalmtes Satteldach, vermutlich von 1784 mit mittelalterlichen Resten | D-4-61-000-228 Wikidata | weitere Bilder |
| Habergasse 14 (Standort)  | Ehemaliges Gerberhaus                                                                                    | Dreigeschossiger dreiseitig freistehender Bau mit massivem Erdgeschoss, zwei Fachwerkobergeschossen, Walmdach und haubenbekrönten Eckerkern, im Kern vielleicht noch mittelalterlich, Gesamterscheinung auf einen Ausbau von „1694“ (bezeichnet am Haustürsturz) zurückgehend                                                                                   | D-4-61-000-229 Wikidata | weitere Bilder |
| Habergasse 24 (Standort)  | Wohnhaus                                                                                                 | Zweigeschossiges giebelständiges Eckhaus mit Satteldach, Erdgeschoss massiv, Obergeschoss vermutlich Fachwerk, wohl spätmittelalterlicher Kern, Überformung spätes 18. Jahrhundert | D-4-61-000-230 Wikidata | weitere Bilder |

### Hauptwachstraße
| Lage                                              | Objekt | Beschreibung | Akten-Nr.               | Bild           |
| ------------------------------------------------- | --- | --- | ----------------------- | -------------- |
| Hauptwachstraße 1, Maximiliansplatz 3 (Standort)  | Ehemaliges Klerikalseminar (Maximiliansplatz 3) mit Weihbischofhof (Hauptwachstraße 1), jetzt Neues Rathaus | 1732–37 nach Plänen von Balthasar Neumann durch Justus Heinrich Dientzenhofer als Gegenstück zum Katharinenspital (Maximiliansplatz 1) begonnen und nach Planwechsel 1737 durch Michael Küchel zu Ende geführt, bei Umbau- und Erweiterungsmaßnahmen nach Plänen von Peter Keh 1939–1943 rückwärtig durch zwei angefügte Trakte in angepassten Formen über Winkelgrundriss erweitert, dreigeschossige Flügel mit Mansarddächern und hausteinsichtigen Eckpavillons mit repräsentativer Gliederung | D-4-61-000-927 Wikidata | weitere Bilder |
| Hauptwachstraße 2 (Standort)                      | Bürgerhaus                                                                                                  | Dreigeschossiger Traufseitbau mit Satteldach, Massivbau mit genuteten Lisenen, um 1700, Fassade im Plattenstil Ende 18./Anfang 19. Jh., 1927 Erdgeschossumbau für Ladeneinbau | D-4-61-000-261 Wikidata | weitere Bilder |
| Hauptwachstraße 3 (Standort)                      | Bürgerhaus                                                                                                  | Dreigeschossig mit repräsentativer Hausteinfassade und Mansarddach, Rokokoschmuck, zwischen 1766 und 1771 von Joh. Friedrich Schneller, Umbauten 1883 und 1918; Rückgebäude im Kern spätmittelalterlich, der rechte Seitenflügel 1871 durch Georg II. Hofbauer aufgestockt | D-4-61-000-262 Wikidata | weitere Bilder |
| Hauptwachstraße 5 (Standort)                      | Wohn- und Geschäftshaus                                                                                     | Dreigeschossiger Traufseitbau mit gaubenbesetztem Mansarddach, Außenerscheinung zweite Hälfte 18. Jahrhundert, verschiedene Ladenmodernisierungen zweite Hälfte 20. Jahrhundert | D-4-61-000-263 Wikidata | weitere Bilder |
| Hauptwachstraße 7 (Standort)                      | Bürgerhaus                                                                                                  | Dreigeschossiger spätbarocker Traufseitbau mit Mansarddach, um 1770, angeblich von Johann Joseph Vogel, die reiche Rokokobauplastik der Hausteinfassade nicht ohne Einwirkung des Ferdinand Dietz | D-4-61-000-264 Wikidata | weitere Bilder |
| Hauptwachstraße 10 (Standort)                     | Mehrteiliges Bürgeranwesen                                                                                  | 17. Jahrhundert, im 18. Jahrhundert ausgestattet, Fassade um 1800, Erdgeschoss im 20. Jahrhundert mehrfach verändert Rückgebäude 16. Jahrhundert | D-4-61-000-265 Wikidata | weitere Bilder |
| Hauptwachstraße 11 (Standort)                     | Bankhaus | Viergeschossiges repräsentatives Eckgebäude mit Zwerchgiebeln, dreigeschossigem turmartigem haubenbekröntem Eckerker und Mansarddach, in aufwendigen Neubarockformen, 1899 von Eugen Drollinger, Erdgeschoss 1970 entkernt Gleichzeitig von Drollinger als Pendant das Kaufhaus Hauptwachstraße 13 (vgl. dort) errichtet | D-4-61-000-266 Wikidata | weitere Bilder |
| Hauptwachstraße 12 (Standort)                     | Ehemaliges Bürgerhaus, Wohn- und Geschäftshaus                                                              | Dreigeschossiger Eckbau mit Mansarddach, gegliederte Fassade, 18. Jahrhundert, Umbauten in den 1890er Jahren, 1961 Erdgeschoss entkernt | D-4-61-000-267 Wikidata | weitere Bilder |
| Hauptwachstraße 13 (Standort)                     | Kaufhaus | Viergeschossiges repräsentatives Eckgebäude mit Eckerker, Seitenrisalit und Mansarddach, in aufwendigen Neubarockformen, 1899 von Eugen Drollinger gemeinsam mit und als Pendant zu Hauptwachstraße 11 (vgl. dort) errichtet | D-4-61-000-268 Wikidata | weitere Bilder |
| Hauptwachstraße 15, Hauptwachstraße 17 (Standort) | Kaufhaus, Doppelhaus                                                                                        | Viergeschossiger massiver Eckbau mit Eckerker und Mansarddach, in aufwendigen Neubarockformen, 1898 von Gustav Haeberle | D-4-61-000-269 Wikidata | weitere Bilder |
| Hauptwachstraße 16 (Standort)                     | Ehemalige Hauptwache                                                                                        | Dreiseitig freistehender, zweigeschossiger, gestreckter spätbarocker Sandsteinquaderbau mit einseitig abgewalmtem Mansarddach, Mittelrisalit mit Dreiecksgiebel, über den rustizierten Wandvorlagen des Erdgeschosses Trophäenaufbauten von Johann Bernhard Kamm, Obergeschoss 1774 nach Plänen von Johann Georg Roppelt unter der Bauleitung von Johann Joseph Vogel | D-4-61-000-270 Wikidata | weitere Bilder |
| Hauptwachstraße 19 (Standort)                     | Wohn- und Geschäftshaus                                                                                     | Viergeschossiger gegliederter Eckbau zur Regnitz mit Mansardwalmdach, in barockisierenden Formen des Jugendstils, mit figürlichen und vegetabilen Schmuckelementen, 1903 von Johannes Kronfuß | D-4-61-000-272 Wikidata | weitere Bilder |

### Hellerstraße
| Lage                                | Objekt                                                                          | Beschreibung | Akten-Nr.               | Bild                                    |
| ----------------------------------- | ------------------------------------------------------------------------------- | --- | ----------------------- | --------------------------------------- |
| Hellerstraße 1 (Standort)           | Ehemaliges Lochhaus, heute Wohn- und Geschäftshaus                              | Dreigeschossiges massives Eckhaus mit Fassade und Dekorationsformen des Plattenstils, Mansarddach, im Kern wohl 18. Jahrhundert oder älter, äußeres Erscheinungsbild vom Umbau 1812 geprägt                                       | D-4-61-000-303 Wikidata | weitere Bilder                          |
| Hellerstraße 2 (Standort)           | Wohnhaus in Ecklage                                                             | Dreiseitig freistehender zweigeschossiger Walmdachbau, massive Putzfassade in Formen des Plattenstils, nach Brand 1789 neu errichtet, kleine Umbauten 19. Jahrhundert; Gegenstück zu Hellerstraße 6                               | D-4-61-000-304 Wikidata | weitere Bilder                          |
| Hellerstraße 3 a (Standort)         | Bürgeranwesen, Hoflaube und Rückgebäude                                         | Fachwerk, um 1700 (öffentlich nicht zugänglich) | D-4-61-000-306 Wikidata | Bürgeranwesen, Hoflaube und Rückgebäude |
| Hellerstraße 5 (Standort)           | Bürgeranwesen, Wohnhaus                                                         | Zweigeschossig, traufständig, mit Satteldach, im Kern um 1700, Steinfassade des ausgehenden 18. Jahrhunderts in der Art des Johann Lorenz Fink                                                                                    | D-4-61-000-306 Wikidata | weitere Bilder                          |
| Hellerstraße 4 (Standort)           | Wohn- und Geschäftshaus                                                         | Ursprünglich zweigeschossiges, jetzt dreigeschossiges Traufseithaus, Massivbau mit steilem Satteldach, Mitte 18. Jahrhundert, hofseitiges Treppenhaus 1873, das Innere um 1960 umgebaut                                           | D-4-61-000-305 Wikidata | weitere Bilder                          |
| Hellerstraße 6 (Standort)           | Wohnhaus in Ecklage                                                             | Dreiseitig freistehender zweigeschossiger Walmdachbau, massiv verputzt, Fassade in Formen des Plattenstils, bezeichnet „1796“, nach Brand (1789) als Gegenstück zu Hellerstraße 2 neu errichtet, Umbauten 19. und 20. Jahrhundert | D-4-61-000-307 Wikidata | weitere Bilder                          |
| Hellerstraße 9 (Standort)           | Ehemaliges Bürgeranwesen eines Schutzjuden, Wohnhaus                            | Zweigeschossiges traufständiges massives Gebäude mit Satteldach, seitliche Tordurchfahrt, ausgehendes 17. Jahrhundert, Umbauten 1932                                                                                              | D-4-61-000-863 Wikidata | weitere Bilder                          |
| Hellerstraße 9 (Standort)           | Ehemaliges Bürgeranwesen eines Schutzjuden, Seitengebäude und ehemalige Scheune | Am Hof, teils massiv, teils Fachwerk, 17./18. Jahrhundert, später verändert (öffentlich nicht zugänglich) | D-4-61-000-863 Wikidata | weitere Bilder                          |
| Nördlich Hellerstraße 11 (Standort) | Rückgebäude zu Hellerstraße 13                                                  | Zweigeschossiger Fachwerkbau, 18. Jahrhundert (öffentlich nicht zugänglich) | D-4-61-000-864 Wikidata | weitere Bilder                          |
| Hellerstraße 13 (Standort)          | Rückgebäude                                                                     | Zweigeschossiger Fachwerkbau, Bandwerkstukkaturen im Obergeschoss, um 1730 (öffentlich nicht zugänglich) | D-4-61-000-865 Wikidata | weitere Bilder                          |

### Heumarkt
| Lage                  | Objekt                                                       | Beschreibung | Akten-Nr.               | Bild           |
| --------------------- | ------------------------------------------------------------ | --- | ----------------------- | -------------- |
| Heumarkt 5 (Standort) | Ehemaliges Hospitium Marianum, heute Wohn- und Geschäftshaus | Dreigeschossiges massives Eckhaus des Spätbarock mit Mansarddach, 1779 als Kernbau einer größer geplanten Anlage errichtet                             | D-4-61-000-328 Wikidata | weitere Bilder |
| Heumarkt 6 (Standort) | Ehemaliges Hospitium Marianum, heute Wohn- und Geschäftshaus | Östlicher Erweiterungsbau zu Heumarkt 5, in Gesamt- und Einzelformen an die früheren Planungen angelehnt, neubarock, nach Entwurf von Jakob Maier 1881 | D-4-61-000-328 Wikidata | weitere Bilder |

### Hinterer Graben
| Lage                                     | Objekt       | Beschreibung | Akten-Nr.               | Bild           |
| ---------------------------------------- | ------------ | --- | ----------------------- | -------------- |
| Hinterer Graben 22 (Standort)            | Reihenhaus   | Zweigeschossiger traufständiger Massivbau mit Satteldach, schlicht gegliederte Fassade, um 1800 Im Haus verbaut Stadtmauer der Mitte des 15. Jahrhunderts (vgl. Stadtbefestigung)                                                                             | D-4-61-000-348 Wikidata | weitere Bilder |
| Hinterer Graben 24 (Standort)            | Reihenhaus   | Zweigeschossiger traufständiger Massivbau mit Satteldach, schlicht gegliederte Fassade, um 1800 Im rückwärtigen Erweiterungsbau von 1848 ein rechteckiger Mauerturm der Stadtbefestigung (vgl. dort) der Mitte des 15. Jahrhunderts einbezogen                | D-4-61-000-349 Wikidata | weitere Bilder |
| Hinterer Graben 24 a und 24 b (Standort) | Reihenhäuser | Zweigeschossige traufständige Massivbauten mit schlicht gegliederter Fassade und Satteldach, 1894 in Angleichung an die Nachbarhäuser Hinterer Graben 22 und 24 errichtet Rückwärts verbaut Stadtmauer der Mitte des 15. Jahrhunderts (vgl. Stadtbefestigung) | D-4-61-000-350 Wikidata | weitere Bilder |
| Hinterer Graben 26 (Standort)            | Wohnhaus     | Zur Straße dreigeschossiger massiver Eckbau mit Satteldach, 1819 von Andreas Stübler eingeschossig errichtet, Aufstockungen Mitte 19. Jahrhundert und später; über der Stadtmauer der Mitte des 15. Jahrhunderts errichtet (vgl. Stadtbefestigung)            | D-4-61-000-351 Wikidata | weitere Bilder |

### Holzmarkt
Ehemaliges Institut der Englischen Fräulein, heute Maria-Ward-Schulen (Lage): Mehrflügelige ummauerte Anlage, traufständig zum Holzmarkt.
- Hauptflügel (Lage) aus Konventbau und Saalkirche mit Haubenlaterne über eingezogenem Chor, Sandsteinquaderbau mit Walmdach, nach Plänen von Johann Friedrich Rosenzweig, 1724–1727 und 1736–1738
- Älterer Schulbau (Vorderer Graben 7) (Lage), mit dem Chor fluchtender Trakt, frühklassizistischer Massivbau mit Walmdach, über dem Eingang Wappenstein, von Johann Joseph Vogel und Johann Lorenz Fink, 1783
- Schmitzbau (Edelstraße 1) (Lage), malerischer Gruppenbau aus dreigeschossigem Mansardachbau mit vorgelagertem eingeschossigem Eingangsvorbau und Umgrenzungsmauer, barockisierender Jugendstil, von Wilhelm Schmitz, 1910/11, Inneres verändert
- Klostermauer (Lage)
- Totenhäuschen (Lage), im Garten, eingeschossig, barock, auf unregelmäßigem Grundriss, 18. Jahrhundert

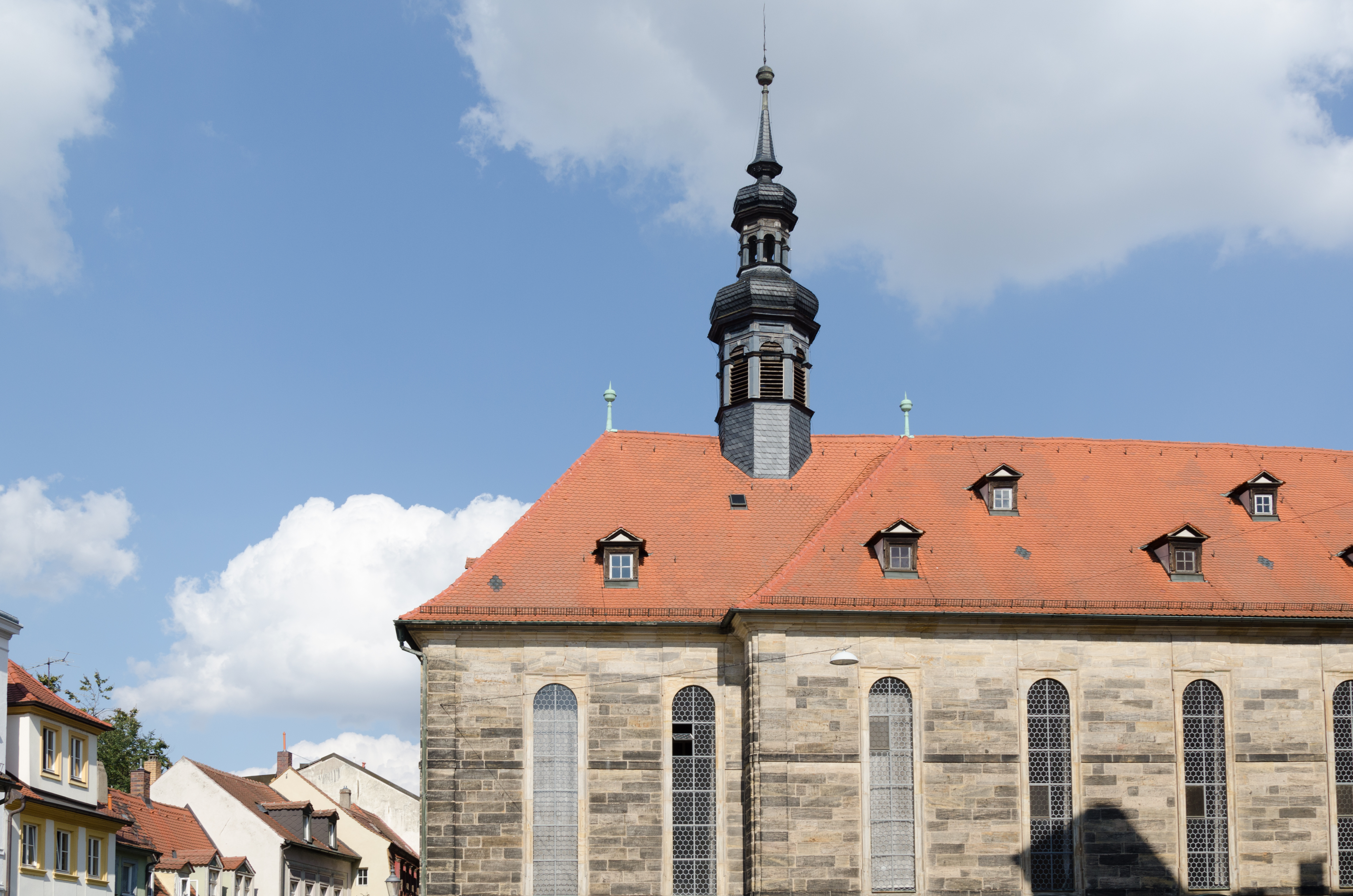
Klosterkirche am Hauptmarkt
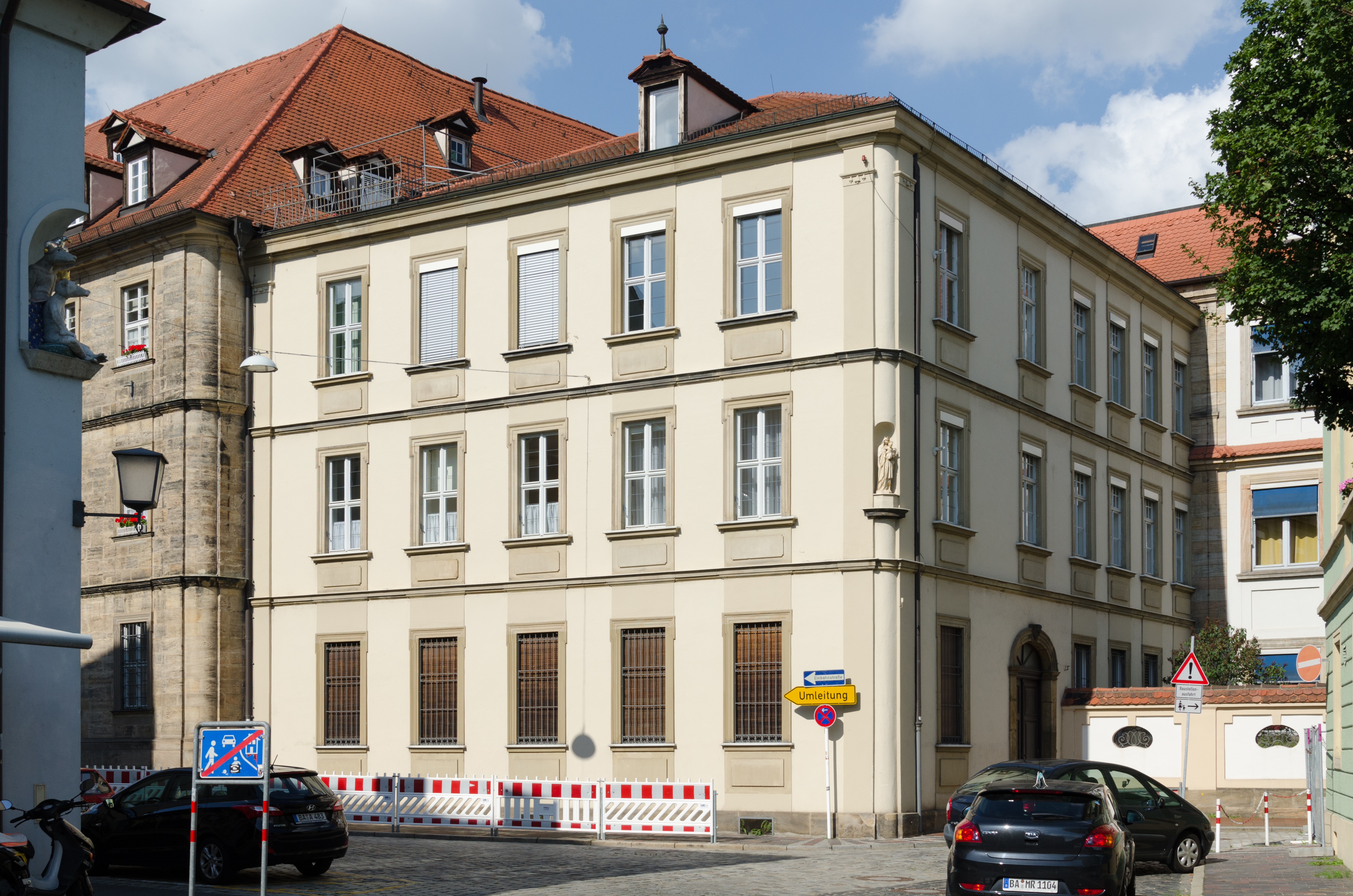
Älterer Schulbau, sogenannter Schmitzbau, Edelstraße 1
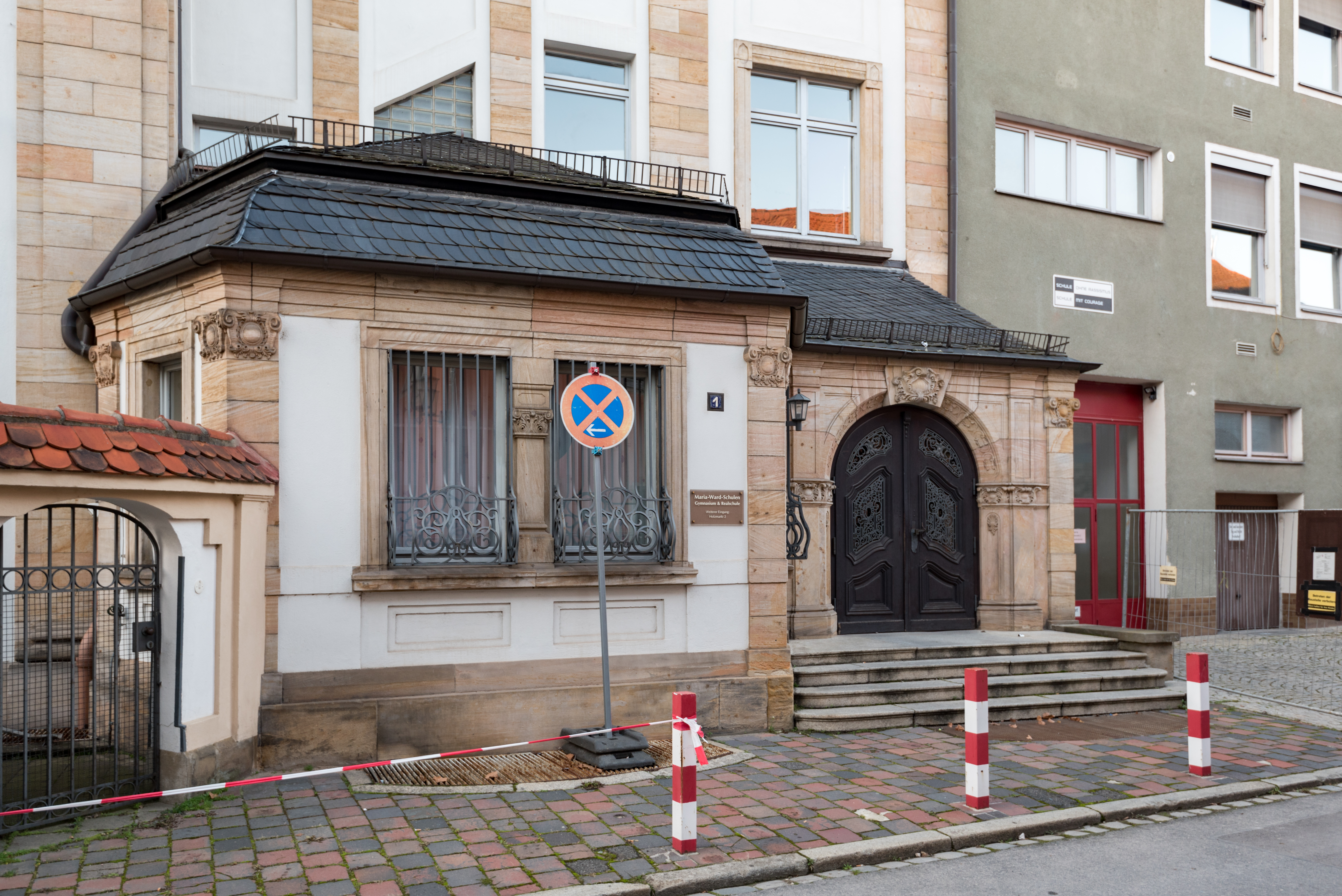
Eingang Edelstraße 1
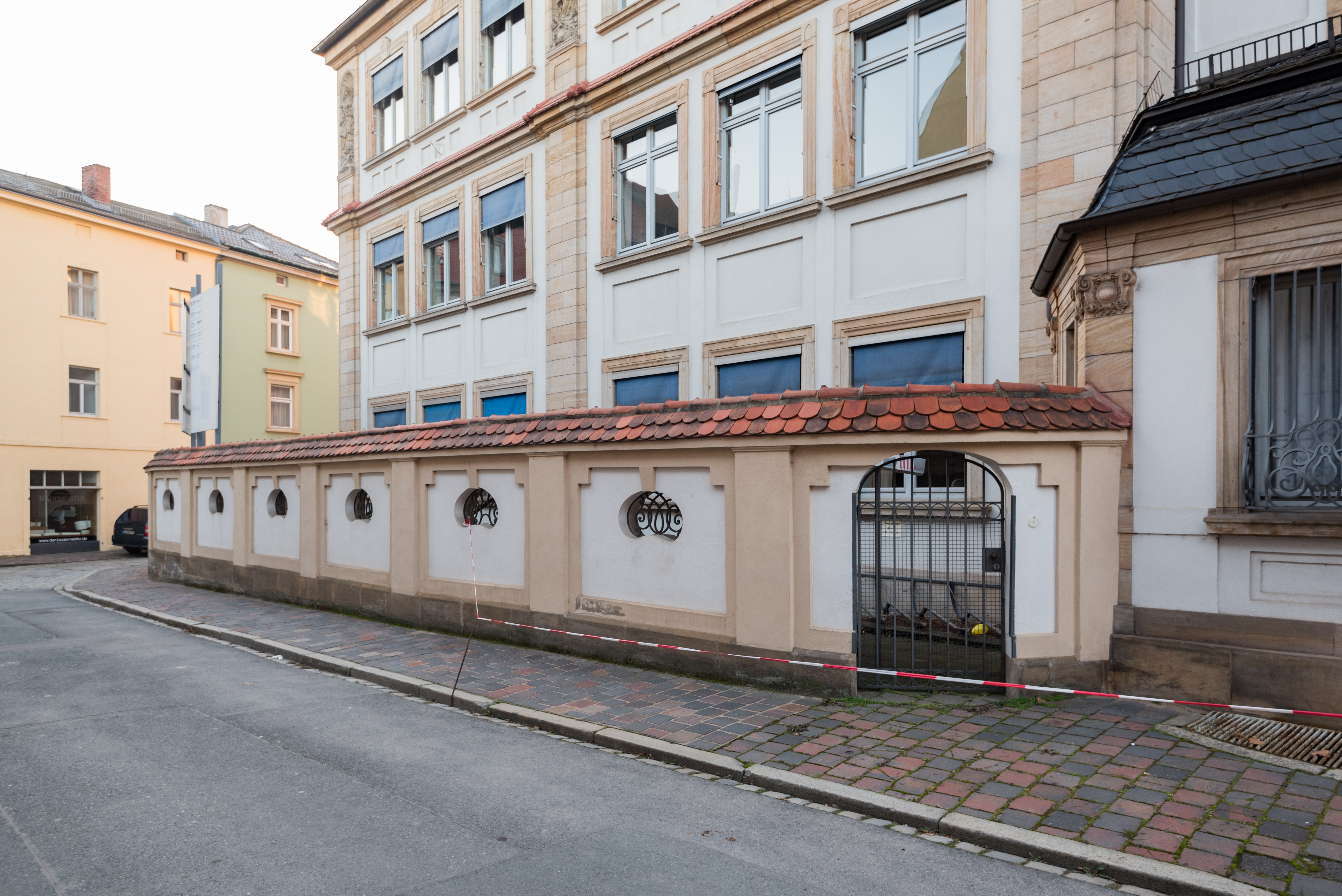
Einfriedung Edelstraße 1

Aktennummer: D-4-61-000-357.
| Lage                           | Objekt                                 | Beschreibung | Akten-Nr.               | Bild           |
| ------------------------------ | -------------------------------------- | --- | ----------------------- | -------------- |
| Holzmarkt 3 und 3 a (Standort) | Mietshaus                              | Viergeschossiger Eckbau mit abgeschrägter Ecke, zwei- bis dreigeschossigen Erkern und Zwerchgiebeln, Massivbau mit Mansarddach, später Jugend- bzw. Reformstil, 1910 von Gustav Haeberle | D-4-61-000-866 Wikidata | weitere Bilder |
| Holzmarkt 4 (Standort)         | Wohnhaus                               | Zweigeschossiges Traufseithaus, verputztes Fachwerk, Satteldach, wohl drittes Viertel 18. Jahrhundert, große abgewalmte Gaube 19. Jahrhundert Mit Resten der Stadtmauer der Mitte des 15. Jahrhunderts | D-4-61-000-358 Wikidata | weitere Bilder |
| Holzmarkt 8 (Standort)         | Wohnhaus                               | Aus zwei Teilen bestehendes zweigeschossiges Traufseithaus mit einheitlicher massiver Fassade und Satteldächern unterschiedlicher Höhe, linker Teil als Wohngebäude wohl 1811 errichtet, rechter Teil, ehemaliges Nebengebäude, 1836 durch Fassade von Joseph III. Dennefeld 1836 vereinheitlicht und 1905 rückwärtig erweitert Hofseitig an die spätmittelalterliche Stadtmauer und einen zwei Geschosse hoch erhaltenen rechteckigen Stadtmauerturm angefügt (siehe Stadtbefestigung) | D-4-61-000-360 Wikidata | weitere Bilder |
| Holzmarkt 10 (Standort)        | Ehemalige Volksschule, heute Wohnungen | Breitgelagerter dreigeschossiger Walmdachbau, verputzter Massivbau, frühklassizistische, durch kräftige Lisenen gegliederte Fassade, zwischen 1806 und 1817 von Ferdinand Freiherr von Hohenhausen erbaut Im Haus verbaut Stadtmauer, Mitte 15. Jahrhundert | D-4-61-000-361 Wikidata | weitere Bilder |
| Holzmarkt 12 (Standort)        | Mietshaus                              | Eckbau, dreigeschossiger Traufseitbau über hohem Sockel mit Mansarddach in aufwendigen Neurenaissanceformen, südlicher Teil einer einheitlich gestalteten Baugruppe mit Kapuzinerstraße 36/38 (siehe dort), von Xaver Sepp, 1890 | D-4-61-000-362 Wikidata | weitere Bilder |

### Jesuitenstraße
| Lage                        | Objekt   | Beschreibung | Akten-Nr.               | Bild           |
| --------------------------- | -------- | --- | ----------------------- | -------------- |
| Jesuitenstraße 1 (Standort) | Wohnhaus | Dreigeschossiges verputztes Traufseithaus mit Satteldach, im Kern vielleicht 17. Jahrhundert, barocke Fassade im Plattenstil mit Ecklisenen Anfang 18. Jahrhundert, gleichzeitig mit der des Seitenflügels von Grüner Markt 17 und mit dieser abgestimmt, 1863 Erdgeschoss verändert | D-4-61-000-390 Wikidata | weitere Bilder |

### Kapuzinerstraße
| Lage                           | Objekt                                                                                 | Beschreibung | Akten-Nr.               | Bild           |
| ------------------------------ | -------------------------------------------------------------------------------------- | --- | ----------------------- | -------------- |
| Kapuzinerstraße 1 (Standort)   | Ehemalige Fischerzunft, Hauptgebäude                                                   | Zweigeschossiges Traufseithaus mit Kniestock, teils massiv, teils in Fachwerk, im Kern 16. Jahrhundert (Reste einer Fachwerkwandkonstruktion am südlichen Giebel), 1848 um Kniestock erhöht, Ladeneinbau 1929, Hausfigur, Immaculata, zweites Viertel 18. Jahrhundert, Relief mit Regnitzschiff Anfang 19. Jahrhundert | D-4-61-000-422 Wikidata | weitere Bilder |
| Am Kranen 3 (Standort)         | Ehemalige Fischerzunft, Rückgebäude                                                    | Dreigeschossiger Fachwerkbau mit traufseitig zur Regnitz ausgerichtetem Satteldach, 1683, Verbindungsbau um 1700 | D-4-61-000-422 Wikidata | weitere Bilder |
| Kapuzinerstraße 2 (Standort)   | Wohn- und Geschäftshaus                                                                | Dreigeschossiger massiver Traufseitbau mit Kniestock und Satteldach, 1851 von Georg I. Hofbauer, Ladeneinbauten modern | D-4-61-000-423 Wikidata | weitere Bilder |
| Kapuzinerstraße 3 (Standort)   | Ehemaliges Kleinhändleranwesen, heute Wohn- und Geschäftshaus                          | Dreigeschossiges traufständiges Hauptgebäude mit steilem Satteldach, im Kern Fachwerkbau des mittleren 16. Jahrhunderts | D-4-61-000-424 Wikidata | weitere Bilder |
| Kapuzinerstraße 3 (Standort)   | Ehemaliges Kleinhändleranwesen, Rückgebäude                                            | Zweigeschossig mit massivem Erdgeschoss, Obergeschoss mit Zierfachwerk der zweiten Hälfte des 16. Jahrhunderts und mit Satteldach | D-4-61-000-424 Wikidata | weitere Bilder |
| Kapuzinerstraße 4 (Standort)   | Bürgerhaus                                                                             | Dreigeschossiges Traufseithaus, zur Straße als Mansard-, hofseits als Satteldach abgeschlossen, dem äußeren Erscheinungsbild mit dekorativ gegliederter Fassade in spätbarocken/frühklassizistischen Formen nach um 1770, Schaufenstereinbrüche 1934 und 1939, am rückwärtigen Hof zwei Seitenflügel und ein Rückgebäude | D-4-61-000-425 Wikidata | weitere Bilder |
| Kapuzinerstraße 5 (Standort)   | Ehemaliges Haus der Fischer- und Schifferzunft, langgestrecktes Anwesen, Vordergebäude | Zweigeschossiger Traufseitbau mit Satteldach, Erdgeschoss massiv, Obergeschoss verputztes Fachwerk, im Kern 16. Jahrhundert, Fassade von Joseph III. Dennefeld 1826 | D-4-61-000-426 Wikidata | weitere Bilder |
| Kapuzinerstraße 5 (Standort)   | Ehemaliges Haus der Fischer- und Schifferzunft, Rückgebäude                            | Massiv, mit zweigeschossiger Galerie zur Regnitz, von Sebastian Neubauer 1836 | D-4-61-000-426 Wikidata | weitere Bilder |
| Kapuzinerstraße 6 (Standort)   | Bürgerhaus                                                                             | Dreigeschossiges traufständiges Vorderhaus mit massiver Fassade und Satteldach, im Kern 16./17. Jahrhundert, „1784“ (bezeichnet) und im 19. Jahrhundert überarbeitet, Ladeneinbau 1929, Geburtshaus des Architekten Daniel Joseph Ohlmüller | D-4-61-000-427 Wikidata | weitere Bilder |
| Kapuzinerstraße 6 (Standort)   | Hofgebäude                                                                             | Zweigeschossig, rechter Seitenflügel mit Laubengang und Mansardpultdach, linker Seitenflügel und Rückgebäude mit Pultdach | D-4-61-000-427 Wikidata | weitere Bilder |
| Kapuzinerstraße 8 (Standort)   | Schmales Bürgerhaus                                                                    | Traufständiger dreigeschossiger Massivbau mit Satteldach, von Heinrich Plötz 1846 | D-4-61-000-428 Wikidata | weitere Bilder |
| Kapuzinerstraße 9 (Standort)   | Bürgerhaus                                                                             | Eckgebäude aus Vorderhaus mit Seitenflügel zur Schulgasse, Dreigeschossiger Massivbau mit Walmdach, wohl 1723 neu erbaut, 1870 im Zusammenhang mit der Nutzung als protestantisches Schulhaus aufgestockt, 1885 Umbau des Seitenflügels | D-4-61-000-429 Wikidata | weitere Bilder |
| Kapuzinerstraße 9 a (Standort) | Gartenhaus an der Regnitz                                                              | Zweigeschossiger pilastergegliederter Mansardwalmdachbau in spätbarocken Formen, 1761 in der Art Michael Küchels | D-4-61-000-429 Wikidata | weitere Bilder |
| Kapuzinerstraße 11 (Standort)  | Bürgerhaus                                                                             | Zweigeschossiger traufständiger Eckbau mit hohem Satteldach, Erdgeschoss massiv, Obergeschoss verputztes Fachwerk, Vordergebäude im Kern Mitte 15. Jahrhundert, im späten 18. Jahrhundert hofseits aufgestockt, weitere bauliche Veränderungen 1879, 1902 und 1905, dreigeschossige Flügelbauten in Fachwerk mit Laubengängen und Sattel- bzw. Pultdach | D-4-61-000-430 Wikidata | weitere Bilder |
| Kapuzinerstraße 12 (Standort)  | Wohn- und Geschäftshaus, Vorderhaus                                                    | Schmaler dreigeschossiger Traufseitbau mit pilastergefaßter Fassade und Plattendekoration, Satteldach mit Aufzugsgaube, Außenerscheinung um 1800, Dachwerk 1848 erneuert, Schaufenster 1895, 1970 Ladenumbau | D-4-61-000-431 Wikidata | weitere Bilder |
| Kapuzinerstraße 12 (Standort)  | Wohn- und Geschäftshaus, Rückgebäude                                                   | Viergeschossiges Seitengebäude 17./18. Jahrhundert und 1895 | D-4-61-000-431 Wikidata | weitere Bilder |
| Kapuzinerstraße 12 (Standort)  | Wohn- und Geschäftshaus, Hinterhaus                                                    | Dreigeschossig, mit Frackdach 1859, 1879 und 1882 verändert | D-4-61-000-431 Wikidata | weitere Bilder |
| Kapuzinerstraße 14 (Standort)  | Stattliches Bürgerhaus                                                                 | Dreigeschossiger traufständiger Satteldachbau, Erdgeschoss in Sandsteinquadermauerwerk, Obergeschosse mit Zierfachwerk, hofseits Laubengänge, 1592, Umbau 1743, Veränderungen im Erdgeschoss 1864 | D-4-61-000-432 Wikidata | weitere Bilder |
| Kapuzinerstraße 14 (Standort)  | Linkes Seitengebäude                                                                   | Aus massivem Erdgeschoss und zwei Fachwerkobergeschossen, hofseitig mit Laubengängen, und Pultdach wohl 18. Jahrhundert | D-4-61-000-432 Wikidata | weitere Bilder |
| Kapuzinerstraße 14 (Standort)  | Rechtes Seitengebäude                                                                  | Eingeschossiger Massivbau mit Mansardpultdach | D-4-61-000-432 Wikidata | weitere Bilder |
| Kapuzinerstraße 15 (Standort)  | Bürgeranwesen, Vorderhaus                                                              | Dreigeschossig, traufständig, in verputztem Fachwerk mit Satteldach, hofseitig massiver polygonaler Treppenturm, im Kern 16./17. Jahrhundert, Umgestaltungen der Erdgeschossfassade zweite Hälfte 19. Jahrhundert und 1902 | D-4-61-000-433 Wikidata | weitere Bilder |
| Kapuzinerstraße 15 (Standort)  | Bürgeranwesen, Seitenflügel und Rückgebäude                                            | Zwei- bis dreigeschossig, in Fachwerk, teils zweite Hälfte 16. Jahrhundert, vornehmlich 17. Jahrhundert | D-4-61-000-433 Wikidata | weitere Bilder |
| Kapuzinerstraße 16 (Standort)  | Spätbarockes Portal                                                                    | Korbbogig mit Pilastergliederung, Wappenstein und Vasenschmuck, 1780; einem die Fassade des Vorgängerbaus imitierenden Neubau von 1979 integriert | D-4-61-000-434 Wikidata | weitere Bilder |
| Kapuzinerstraße 17 (Standort)  | Bürgerhaus                                                                             | Dreigeschossiger Traufseitbau, massives Erdgeschoss, Obergeschosse in verputztem Fachwerk, steiles Satteldach, wohl 17. Jahrhundert, 1740/50 im Innern modernisiert, Ladeneinbau 1879; mit Ausstattung | D-4-61-000-435 Wikidata | weitere Bilder |
| Kapuzinerstraße 17 (Standort)  | Nebengebäude                                                                           | Zweigeschossiges massives dreigeschossiges Nebengebäude mit Pultdach von 1874 | D-4-61-000-435 Wikidata | weitere Bilder |
| Kapuzinerstraße 18 (Standort)  | Bürgeranwesen                                                                          | Vorderhaus zweigeschossiger traufständiger Fachwerkbau mit Satteldach, hofseits Laubengang, im Kern 16./17. Jahrhundert, Fassade von Georg II. Hofbauer 1854, hofseitig Seitenflügel und Hinterhaus | D-4-61-000-436 Wikidata | weitere Bilder |
| Kapuzinerstraße 20 (Standort)  | Stattlicher Bürgerhauskomplex, 1846–1922 als Armenpflegschaftsgebäude genutzt          | Zweigeschossiges traufseitiges Hauptgebäude, massives Erdgeschoss, Obergeschoss in verputztem Fachwerk, Satteldach, 16. Jahrhundert, um 1700 barockisiert, hofseits polygonaler Treppenturm in Fachwerk zwischen die Hofgebäude erschließenden Laubengängen 16./17. Jahrhundert, Erdgeschossumbau 1892 | D-4-61-000-437          | weitere Bilder |
| Kapuzinerstraße 20 (Standort)  | Stattlicher Bürgerhauskomplex, 1846–1922 als Armenpflegschaftsgebäude genutzt          | Hofseits dreiflügeliges Rückgebäude, wesentlich in Fachwerk, im Kern 16./17. Jahrhundert, im Obergeschoss des südlichen Seitenbaus Saal mit Stuck um 1700 | D-4-61-000-437          | weitere Bilder |
| Kapuzinerstraße 21 (Standort)  | Ehemaliges Adeligen- bzw. Beamtenwohnhaus                                              | Stattliches dreigeschossiges Eckhaus mit Mansarddach, im Kern 16./17. Jahrhundert, Gesamterscheinung mit zurückhaltender Fassadengliederung zweites Viertel des 18. Jahrhunderts, Mansarddach wohl spätes 18. Jahrhundert, am Eck Muttergottesfigur in Sandstein um 1730, Johann Adam Nickel zugeschrieben, über der Hofeinfahrt Wappen des Franz Joseph Freiherr von Redwitz um 1800 Drei den Hof umfassende Nebengebäude, im Kern wohl 16./17. Jahrhundert und Aufstockungen 19. oder frühes 20. Jahrhundert | D-4-61-000-438 Wikidata | weitere Bilder |
| Kapuzinerstraße 22 (Standort)  | Stattliches Bürgeranwesen, Eckhaus                                                     | Dreigeschossig auf Winkelgrundriss in Massivbauweise mit Satteldach, um 1800 als sechsachsiges Traufseithaus mit klassizistischer Plattenstilfassade errichtet, 1865 von Georg II. Hofbauer in gleichen Formen um zwei Achsen nach Norden erweitert, Ladeneinbau von Adam Mößmeringer 1860 | D-4-61-000-439 Wikidata | weitere Bilder |
| Kapuzinerstraße 22 (Standort)  | Stattliches Bürgeranwesen, nördlicher Seitenflügel                                     | 1828, schlichtes zweigeschossiges Hinterhaus von Joseph III. Dennefeld 1834 | D-4-61-000-439 Wikidata | weitere Bilder |
| Kapuzinerstraße 23 (Standort)  | Bürgerhaus                                                                             | Dreigeschossiger traufständiger Putzbau mit hohem Satteldach, wohl des 16. Jahrhunderts, Umbau mit schlichter Fassade und Aufsetzen des zweiten Obergeschosses nach Plänen von Georg II. Hofbauer 1856, Ladeneinbau 1925 | D-4-61-000-440 Wikidata | weitere Bilder |
| Kapuzinerstraße 23 (Standort)  | Rückgebäude                                                                            | An der Südseite des ehemaligen mit den Nebengebäuden von Kapuzinerstraße 25 (siehe dort) gemeinsamen gebildeten Hofes zweigeschossige Rückgebäude in Fachwerk, teils mit massivem Erdgeschoss, die ehemaligen Laubengänge heute geschlossen: südlicher Seitenflügel zweites Viertel 19. Jahrhundert, 1856 aufgestockt, Rückgebäude im Kern um 1700 mit Veränderungen um 1800 und im 19. Jahrhundert, nördlicher Seitenflügel bezeichnet „1832“ | D-4-61-000-440 Wikidata | weitere Bilder |
| Kapuzinerstraße 24 (Standort)  | Ehemaliges Bürgerhaus                                                                  | Zweigeschossiger Eckbau mit Giebel zur Stangstraße, im Kern Fachwerkbau letztes Viertel des 17. Jahrhunderts, um 1770 vom damaligen Eigentümer, dem Stadtmaurermeister Johann Joseph Vogel, zur Kapuzinerstraße mit dekorativer spätbarocker Fassade und Zwerchhaus versehen, Umbau zur Gaststätte durch Franz Koch 1877, weitere Umbauten 1887/88 und 1898, Seitenflügel in Fachwerk 18. und 19. Jahrhundert | D-4-61-000-441 Wikidata | weitere Bilder |
| Kapuzinerstraße 25 (Standort)  | Adelspalais                                                                            | Massives dreigeschossiges Traufseithaus zu neun Achsen mit Satteldach, symmetrisch gegliederte barocke Sandsteinfassade mit Mittelrisalit und Altanvorbau, 1711–1718 errichtet, Zuschreibungen an Johann Dientzenhofer, Anselm Franz Freiherr von Ritter zu Grünstein oder Johann Friedrich Rosenzweig, über Altanvorbau Figurengruppe aus Muttergottes, Putten und Wappenkartuschen (Joachim Ignaz Heinrich von Rotenhan und seine zweite Frau, Maria Amalia Truchseß von Wetzhausen), vielleicht von Balthasar Esterbauer und/oder Daniel Friedrich Humbach, bezeichnet „1717“, Seitenflügel in dem Hauptgebäude ähnlichen Formen von 1911 und Hinterhaus umschlossen in der ersten Hälfte des 19. Jahrhunderts mit den Nebengebäuden des damals zum Anwesen gehörigen Gebäudes Kapuzinerstraße 23 (vgl. dort) den gemeinsamen, heute durch eine Mauer geteilten Hof | D-4-61-000-442 Wikidata | weitere Bilder |
| Kapuzinerstraße 26 (Standort)  | Bürgerhaus                                                                             | Dreigeschossiges traufständiges Hauptgebäude mit schlicht gegliederter Sandsteinfassade und Mansarddach, Mitte 18. Jahrhundert über spätmittelalterlichem Keller errichtet, Dachgauben 1875, Ladeneinbau 1878, dreigeschossiger Seitenbau mit verputzten Fachwerkobergeschossen 1841 verändert | D-4-61-000-443 Wikidata | weitere Bilder |
| Kapuzinerstraße 27 (Standort)  | Bürgerhaus                                                                             | Dreigeschossiges traufständiges Vorderhaus mit Sandsteinfassade, hofseitig in Fachwerk, um 1800 vom damaligen Besitzer Hofbaumeister Karl Dietrich Weiß neu erbaut, das Innere um 1905/12 verändert | D-4-61-000-444 Wikidata | weitere Bilder |
| Kapuzinerstraße 28 (Standort)  | Kleinbürgerhaus                                                                        | Zweigeschossiger traufständiger Satteldachbau mit massiver Straßenfront, Rückseite in verputztem Fachwerk, erste Hälfte 18. Jahrhundert, Fassade um 1800 | D-4-61-000-445 Wikidata | weitere Bilder |
| Kapuzinerstraße 29 (Standort)  | Ehemalige Realschule, jetzt Clavius-Gymnasium                                          | Breitgelagerter dreigeschossiger Monumentalbau von 21 Achsen in anspruchsvollen Formen der Neurenaissance mit rückwärtigen Seitenflügeln, flachgeneigtes Satteldach, Mittelpavillon und polygonaler Eckpavillon, 1879/80 von Karl Georg Lang | D-4-61-000-446 Wikidata | weitere Bilder |
| Kapuzinerstraße 30 (Standort)  | Ehemaliges Hofbeamtenpalais                                                            | Dreigeschossiger barocker Traufseitbau mit Satteldach, symmetrisch gegliederte rustizierte Steinfassade mit Pilastern und Tordurchfahrt, hofseits Fachwerkfassade 18./19. Jahrhundert, Neu- oder Umbau durch den fürstbischöflichen Kammerdiener Franz Reinhard Behringer, unter seinem Wappenstein im Schlussstein des Einfahrtstors bezeichnet „1709“, Dachwerk in Formen um 1600, Ladeneinbau 1889, am Hof südliches Seitengebäude und entkerntes zweigeschossiges Rückgebäude mit massivem Erdgeschoss und Fachwerkobergeschoss 18./19. Jahrhundert | D-4-61-000-447 Wikidata | weitere Bilder |
| Kapuzinerstraße 32 (Standort)  | Ehemaliges Adelspalais                                                                 | Dreiflügelige Anlage; breitgelagerter, zur Straße dreigeschossiger traufständiger Hauptbau von elf Achsen mit flach geneigtem Satteldach, hofseitig zweigeschossig mit Mansarddach, im Kern ausgehendes 17. Jahrhundert, 1723 umgebaut, Aufstockung des Straßenflügels durch Georg II. Hofbauer 1880, am Hof zweigeschossiger nördlicher Seitenflügel mit Walmdach, dreigeschossiger Südflügel mit Pultdach | D-4-61-000-448 Wikidata | weitere Bilder |
| Kapuzinerstraße 34 (Standort)  | Ehemaliges Adelspalais                                                                 | Aus zwei Hofreiten zusammengewachsenes Anwesen, zweigeschossiger Mansarddachbau zum Holzmarkt und zweigeschossiges Eckhaus mit Walmdach, Zwerchhaus Ladenarkaden und aufwendigem Portal, letzteres von 1767, Umbau durch Georg I. Hofbauer 1843, Ladeneinbau 1862, Umbauten 1938 und Ladenarkaden 1948/49 durch Hanns Veit, rückwärtig zwei von Nebengebäuden gerahmte Höfe, Wappen der Heinrichen von Grassmannsdorf | D-4-61-000-450 Wikidata | weitere Bilder |

### Keßlerstraße
| Lage                        | Objekt                                                                     | Beschreibung | Akten-Nr.               | Bild           |
| --------------------------- | -------------------------------------------------------------------------- | --- | ----------------------- | -------------- |
| Keßlerstraße 4 (Standort)   | Wohn- und Geschäftshaus                                                    | Dreigeschossiger Traufseitbau mit ungegliederter Fassade und flach geneigtem Satteldach, über mittelalterlichem Kern um 1730 errichtet, Veränderungen 19. Jahrhundert, Erdgeschoss zweite Hälfte 20. Jahrhundert entkernt                                                     | D-4-61-000-869 Wikidata | weitere Bilder |
| Keßlerstraße 5 (Standort)   | Ehemaliges Bürgerhaus, heute Wohn- und Geschäftshaus                       | Dreigeschossig mit barocker Fassadengliederung, zur Straße Mansarddach, rückwärtig Satteldach, um 1740, im Kern spätmittelalterlich, im Erdgeschoss seit 1838 Ladeneinbau, modern verändert                                                                                   | D-4-61-000-485 Wikidata | weitere Bilder |
| Keßlerstraße 5 a (Standort) | Wohn- und Geschäftshaus                                                    | Dreigeschossiger massiver Traufseitbau mit Mansarddach und gegliederter Fassade, zweite Hälfte 18. Jahrhundert, Ladeneinbau von 1882, modernisiert 1961 | D-4-61-000-486 Wikidata | weitere Bilder |
| Keßlerstraße 7 (Standort)   | Schmiedeeiserner Ausleger                                                  | Zweite Hälfte 18. Jahrhundert | D-4-61-000-487 Wikidata | weitere Bilder |
| Keßlerstraße 9 (Standort)   | Hauszeichen Sandsteinrelief, Kamel, 1589                                   | Hans Werner zugeschrieben | D-4-61-000-488 Wikidata | weitere Bilder |
| Keßlerstraße 12 (Standort)  | Ehemaliges Bürgerhaus, heute Wohn- und Geschäftshaus                       | Dreigeschossiger Traufseitbau mit Satteldach, teils massiv, teils in Fachwerk, barocke Fassadengliederung, im Kern spätes 16. Jahrhundert, Straßenfassade und innere Umbauten zweites Viertel 18. Jahrhundert, Erdgeschoss durch Ladeneinbau 1876 und 1932 verändert          | D-4-61-000-489 Wikidata | weitere Bilder |
| Keßlerstraße 13 (Standort)  | Bürgerhaus                                                                 | Dreigeschossiges Traufseithaus mit straff gegliederter Barockfassade und Mansarddach, teils massiv, teils Fachwerk verputzt, zweites Viertel 18. Jahrhundert | D-4-61-000-490 Wikidata | weitere Bilder |
| Keßlerstraße 14 (Standort)  | Stattliches Bürgerhaus                                                     | Dreigeschossiger Traufseitbau mit rustizierter barocker Quadersteinfassade und Satteldach, 16. Jahrhundert, die Fassade wohl von Johann Dientzenhofer um 1720 erneuert, Umbauten 1893, 1906, 1911 und 1968                                                                    | D-4-61-000-491 Wikidata | weitere Bilder |
| Keßlerstraße 15 (Standort)  | Wohnhaus                                                                   | Zweigeschossiger Traufseitbau mit Tür- und Fenstergewänden in Sandstein, Satteldach mit Zwerchhaus in Fachwerk, im Kern spätmittelalterlich, erste Hälfte 18. Jahrhundert verändert                                                                                           | D-4-61-000-492 Wikidata | weitere Bilder |
| Keßlerstraße 16 (Standort)  | Wohn- und Geschäftshaus                                                    | Dreigeschossiger Traufseitbau mit spätbarocker Steinfassade und Satteldach, nach Brand 1789 von Johann Georg Roppelt neu errichtet, Ladeneinbau im Erdgeschoss durch Fritz Reuter, 1895, im 20. Jahrhundert verändert                                                         | D-4-61-000-493 Wikidata | weitere Bilder |
| Keßlerstraße 17 (Standort)  | Kleinbürgerhaus                                                            | Zweigeschossiger Traufseitbau in Fachwerk mit Steinfassade, im Kern spätmittelalterlich, im 18. Jahrhundert, 1824 (Steinfassade von Joseph III. Dennefeld) und 20. Jahrhundert verändert; östlich anschließendes Hoftor, ursprünglich zu Grüner Markt 14 gehörig (siehe dort) | D-4-61-000-494 Wikidata | weitere Bilder |
| Keßlerstraße 18 (Standort)  | Bürgerhaus                                                                 | Dreigeschossiger Traufseitbau mit Steinfassade im Plattenstil, Mansarddach, Spätbarock, wohl um 1790 von Johann Georg Roppelt errichtet, Ladeneinbau 1958 | D-4-61-000-495 Wikidata | weitere Bilder |
| Keßlerstraße 20 (Standort)  | Bürgerhaus                                                                 | Dreigeschossiger Traufseitbau mit einfach gegliederter Fassade und Mansarddach, um 1790 vielleicht von Johann Georg Roppelt, Umbauten Ende 19./Anfang 20. Jahrhundert; 1965 mit Keßlerstraße 22 (vgl. dort) vereinigt                                                         | D-4-61-000-497 Wikidata | weitere Bilder |
| Keßlerstraße 22 (Standort)  | Bürgerhaus                                                                 | Dreigeschossiger Traufseitbau mit zurückhaltend gegliederter Fassade und Satteldach, um 1790; 1965 mit Keßlerstraße 20 (vgl. dort) vereinigt | D-4-61-000-498 Wikidata | weitere Bilder |
| Keßlerstraße 24 (Standort)  | Ehemaliges Stadthaus des Adam Friedrich von Guttenberg                     | Dreiflügelig um einen Hof gruppierte zwei- bis dreigeschossige Anlage mit Walmdächern, zurückhaltend gegliederte Fronten mit Rahmungen in Sandstein, 1790, Zuschreibung an Johann Lorenz Fink oder Johann Georg Roppelt                                                       | D-4-61-000-499 Wikidata | weitere Bilder |
| Keßlerstraße 28 (Standort)  | Wohn- und Geschäftshaus                                                    | Dreigeschossiger Traufseitbau mit Satteldach, massiv mit Fachwerkobergeschoss und -rückfront, im Kern 16. Jahrhundert, Ladeneinbau und Fassadenerneuerung 1898, 1963 stark überformt                                                                                          | D-4-61-000-870 Wikidata | weitere Bilder |
| Keßlerstraße 34 (Standort)  | Ehemaliges Rückgebäude, heute Wohnhaus                                     | Zweigeschossiges Fachwerkhaus mit Pultdach, um 1700 (nicht öffentlich zugänglich) | D-4-61-000-871 Wikidata | weitere Bilder |
| Keßlerstraße 36 (Standort)  | Ehemaliges Marktdienerwohnhaus                                             | Ursprünglich Doppelhaus, zweigeschossiger Traufseitbau mit Satteldach, Mitte 19. Jahrhundert Obergeschoss mit profilierten Fensterrahmen | D-4-61-000-872 Wikidata | weitere Bilder |
| Keßlerstraße 38 (Standort)  | Ehemaliges Atelier- und Wohnhaus der Dekorationsmaler Hans und Paul Müller | Dreigeschossiger Traufseitbau mit Satteldach, Fassade mit Sandsteingliederung, historistisch, Neubau von Chrysostomus Martin 1895, im Erdgeschoss Garageneinbau von 1954 | D-4-61-000-873 Wikidata | weitere Bilder |

### Kleberstraße
| Lage                                                 | Objekt                                              | Beschreibung | Akten-Nr.               | Bild           |
| ---------------------------------------------------- | --------------------------------------------------- | --- | ----------------------- | -------------- |
| Kleberstraße 1 (Standort)                            | Wohn- und Geschäftshaus                             | Ursprünglich Kleinbürgerhaus, zweigeschossiger Massivbau mit Mansardwalmdach, im 18. Jahrhundert über der äußeren Stadtgrabenmauer errichtet, barockisierende Jugendstilfassaden von Johannes Kronfuß, 1908, hofseits Rückgebäude und Verbindungsbau 1890 als Foto-Atelier errichtet                       | D-4-61-000-501 Wikidata | weitere Bilder |
| Kleberstraße 5 (Standort)                            | Wohn- und Geschäftshaus, ehemaliges Kleinbürgerhaus | Kleiner zweigeschossiger Traufseitbau mit massivem Erdgeschoss und Fachwerkobergeschoss, wohl Mitte 18. Jahrhundert, Ladeneinbau und neubarocke Haustür 1896, Schaufensterveränderung 1946 | D-4-61-000-502 Wikidata | weitere Bilder |
| Kleberstraße 7 (Standort)                            | Wohn- und Geschäftshaus, ehemaliges Bürgerhaus      | Dreigeschossiger Traufseitbau, massiv mit Mansarddach, drittes Viertel 18. Jahrhundert, Erdgeschoss 1963 verändert; über der äußeren Mauer des spätmittelalterlichen Grabens errichtet | D-4-61-000-503 Wikidata | weitere Bilder |
| Kleberstraße 9 (Standort)                            | Kleinbürgerhaus                                     | Zweigeschossiger Traufseitbau, mittig mit Zwerchhaus, Erdgeschoss massiv, Obergeschoss in Fachwerk, von 1708, Erdgeschoss durch Gaststätteneinbau 1975/76 im Inneren verändert | D-4-61-000-504 Wikidata | weitere Bilder |
| Kleberstraße 12 (Standort)                           | Kleinbürgerhaus                                     | Traufseitbau mit Satteldach, im Kern wohl eingeschossiger spätmittelalterlicher Bau, zweigeschossig umgebaut 1786 | D-4-61-000-505 Wikidata | weitere Bilder |
| Kleberstraße 14 (Standort)                           | Ehemaliges Handwerkerhaus                           | Zweigeschossiges Traufseithaus, wohl Massivbau mit Satteldach, zweite Hälfte 18. Jahrhundert, 1880 Umbau zur Gastwirtschaft | D-4-61-000-506 Wikidata | weitere Bilder |
| Kleberstraße 16 (Standort)                           | Ehemalige Gerberei, heute Wohn- und Geschäftshaus   | Das Vorderhaus ein dreigeschossiger Traufseitbau mit Mansarddach, 18. Jahrhundert mit Ladeneinbau 1958, hofseits viergeschossiger Seitenflügel mit heute geschlossenen Laubengängen, wohl 19. Jahrhundert, und schlichtes, 1865 zweigeschossig errichtetes, 1880 um ein Geschoss aufgestocktes Rückgebäude | D-4-61-000-507 Wikidata | weitere Bilder |
| Kleberstraße 17 (Standort)                           | Bürgerhaus                                          | Dreigeschossiges traufständiges Vorderhaus mit zurückhaltend gegliederter verputzter Fassade und Mansarddach, spätes 18. Jahrhundert, linkes Seitengebäude von Ferdinand Dennefeld 1806, verlängert von Caspar Dennefeld 1861                                                                              | D-4-61-000-508 Wikidata | weitere Bilder |
| Kleberstraße 18 (Standort)                           | Bürgerhaus                                          | Dreigeschossiger Traufseitbau in halboffener Bebauung, Massivbau mit einseitig abgewalmtem Satteldach, im späten 18. Jahrhundert zweigeschossig errichtet, 1858 um hofseitigen Seitenflügel mit Laubengang erweitert, 1862 Vorderhaus auf drei und Seitenflügel auf vier Geschosse aufgestockt             | D-4-61-000-509 Wikidata | weitere Bilder |
| Kleberstraße 20 (Standort)                           | Wohn- und Geschäftshaus                             | Dreiseitig freistehender zweigeschossiger Bau mit Mansarddach, Massivbau mit Fachwerkgiebeln, um 1800, Schaufenster und Gauben ergänzt im Zuge des Neubaus der Rückgebäude nach Plänen von Chrysostomus Martin 1899/1900, massiver verputzter Seitenflügel mit Mansarddach                                 | D-4-61-000-510 Wikidata | weitere Bilder |
| Kleberstraße 25, am Vorderen Graben 8b/8c (Standort) | Zwei Gartentorpfeiler                               | Neuklassizistisch, um 1900 | D-4-61-000-511 Wikidata | weitere Bilder |
| Kleberstraße 27 (Standort)                           | Ehemaliges Gerberhaus, heute Wohnhaus               | Dreigeschossiger Traufseitbau mit Satteldach, viergeschossige Rückseite mit Lauben, teils massiv, teils in Fachwerk, Giebelseiten mit Schieferbehang, um 1730/40 | D-4-61-000-512 Wikidata | weitere Bilder |
| Kleberstraße 29 (Standort)                           | Kleinbürgerhaus mit wenig schmalerem Rückgebäude    | Zweigeschossiger Traufseitbau mit Satteldach, spätes 18. Jahrhundert, Umbau durch Georg II. Hofbauer 1853, Rückgebäude 1868 | D-4-61-000-513 Wikidata | weitere Bilder |
| Kleberstraße 32 (Standort)                           | Wohngebäude                                         | Palaisartiger verputzter Massivbau in offener Bebauung, zweigeschossig mit Mansardwalmdach, um 1800/1810 | D-4-61-000-514 Wikidata | weitere Bilder |
| Kleberstraße 43 (Standort)                           | Mietshaus                                           | Dreigeschossiger traufständiger Massivbau mit teils verputzter, teils verklinkerter Fassade in manieristisch-frühbarocken Formen, Mansarddach, 1895 von Chrysostomus Martin | D-4-61-000-515 Wikidata | weitere Bilder |

### Lange Straße
| Lage                                                                                | Objekt                                                                                            | Beschreibung | Akten-Nr.               | Bild           |
| ----------------------------------------------------------------------------------- | ------------------------------------------------------------------------------------------------- | --- | ----------------------- | -------------- |
| Lange Straße 1 (Standort)                                                           | Wohn- und Geschäftshaus in Ecklage                                                                | Dreigeschossiger Mansarddachbau mit Zwerchhäusern und schlicht gegliederten Fronten, um 1790, Dachausbau 19. Jahrhundert | D-4-61-000-545 Wikidata | weitere Bilder |
| Lange Straße 3 (Standort)                                                           | Haus zum Saal, ehemaliges monumentales Bürgerhaus, heute Wohn- und Geschäftshaus                  | Dreigeschossiger traufständiger Satteldachbau mit Treppengiebeln, im Kern wohl Ende 15. Jahrhundert, traufseitige Straßenfront vom Umbau für Domdekan Carl Sigismund von Aufseß wohl nach eigenen Plänen 1715/17 mit Barockformen, Barockportal und Hausfigur, Immaculata, Leonhard Gollwitzer zugeschrieben, um 1715 | D-4-61-000-546 Wikidata | weitere Bilder |
| Lange Straße 4 (Standort)                                                           | Wohn- und Geschäftshaus                                                                           | Dreigeschossig, traufständig, im Kern Steinhaus um 1500, neubarocke Fassadengestaltung wohl 1888, Dach 1945 erneuert | D-4-61-000-877 Wikidata | weitere Bilder |
| Lange Straße 6 (Standort)                                                           | Wohn- und Geschäftshaus, ehemaliges Bürgeranwesen                                                 | Vorderhaus, Seiten- und zwei Rückflügel, im Wesentlichen um 1730, dreigeschossiges traufständiges Hauptgebäude mit Satteldach und schlicht dekorierter Fassade | D-4-61-000-548 Wikidata | weitere Bilder |
| Lange Straße 7 (Standort)                                                           | Bürgerhaus                                                                                        | Dreigeschossiger traufständiger Satteldachbau, im Kern vermutlich von 1585, Gesamterscheinung 18. Jahrhundert | D-4-61-000-549 Wikidata | weitere Bilder |
| Lange Straße 8 (Standort)                                                           | Gasthaus zum Steinernen Haus, bürgerliches Anwesen                                                | Dreigeschossiges steinernes Traufseithaus mit Satteldach, Seitenbauten, im Kern wohl auf einen gegen 1512 erfolgten Neubau zurückgehend, ehemals dem Lämmleinshof (vgl. Habergasse 3/3 a) zugehörig, Vorderfront des Vorderhauses erste Hälfte 18. Jahrhundert mit flach gliedernder barocker Dekoration versehen, Bauherrenwappen des Ehepaars Beringer 1512 | D-4-61-000-550 Wikidata | weitere Bilder |
| Lange Straße 9 (Standort)                                                           | Stattliches Bürgerhaus                                                                            | Dreigeschossig, traufständig mit Satteldach, wohl 1783, die schlichte Putzfassade um 1789, Dachgauben 1871 | D-4-61-000-551 Wikidata | weitere Bilder |
| Lange Straße 11 (Standort)                                                          | Bürgeranwesen                                                                                     | Schmales dreigeschossiges traufständiges Vorderhaus mit Satteldach, im Kern um 1500, Fassadendekor um 1740, Rückgebäude 18. Jahrhundert | D-4-61-000-552 Wikidata | weitere Bilder |
| Lange Straße 12 (Standort)                                                          | Ehemaliges Gasthaus zu den Drei Kronen                                                            | Dreigeschossiger, traufständiger Satteldachbau, Hausteinfassade mit schlichter Gliederung, im ersten Viertel 18. Jahrhundert errichtet, 1880 Vereinigung mit dem Nachbarhaus (siehe Lange Straße 14) | D-4-61-000-553 Wikidata | weitere Bilder |
| Lange Straße 13 (Standort)                                                          | Haus zum Blauen Löwen                                                                             | Stattliches Doppelhaus, dreigeschossig, traufständig mit Mansarddach, die Steinfassade im Plattenstil, von Johann Lorenz Fink 1797 | D-4-61-000-554 Wikidata | weitere Bilder |
| Lange Straße 14; Lange Straße 14 a; Lange Straße 14 b; Lange Straße 14 c (Standort) | Haus zur Rose, heute Wohn- und Geschäftshaus,                                                     | Dreigeschossiger Eckbau mit Walmdach, Hausteinfassade, zur Langen Straße mit schlichter Gliederung, Anfang 18. Jahrhundert, bei Umbauarbeiten 1880 im Erdgeschoss mit Lange Straße 2 (siehe dort) vereinigt, Hausmadonna um 1710, Leonhard Gollwitzer zugeschrieben, Rückgebäude zur Generalsgasse | D-4-61-000-555 Wikidata | weitere Bilder |
| Lange Straße 15 (Standort)                                                          | Bürgerhaus, Wohn- und Geschäftshaus                                                               | Traufständig, dreigeschossig, mit flach gegliederter Hausteinfassade, nach Brand 1789, vielleicht von Johann Lorenz Fink, gleichförmig in einer Reihe mit Lange Straße 17 und 19 (siehe dort) neu errichtet, dreigeschossiges verputztes Rückgebäude mit Satteldach | D-4-61-000-556 Wikidata | weitere Bilder |
| Lange Straße 16 (Standort)                                                          | Haus zum Kranich, Bürgerhaus                                                                      | Dreigeschossiger Eckbau mit Walmdach, Hauptfassade zur Langen Straße mit Stuck, um 1750 vielleicht von Joh. Friedrich Schneller errichtet | D-4-61-000-557 Wikidata | weitere Bilder |
| Lange Straße 17 (Standort)                                                          | Bürgerhaus, Wohn- und Geschäftshaus                                                               | Traufständig, dreigeschossig, mit flach gegliederter Hausteinfassade, nach Brand 1789, vielleicht von Johann Lorenz Fink, gleichförmig in einer Reihe mit Lange Straße 15 und 19 (siehe dort) neu errichtet | D-4-61-000-558 Wikidata | weitere Bilder |
| Lange Straße 18 (Standort)                                                          | Ehemaliges Haus zum Güldenen Stern, Wohn- und Geschäftshaus                                       | Dreigeschossig, traufständig mit Satteldach, 1687 von Johann Leonhard Dientzenhofer, mehrfach verändert, besonders 1842 und 1955, Portalarchitektur erhalten | D-4-61-000-559 Wikidata | weitere Bilder |
| Lange Straße 19 (Standort)                                                          | Bürgerhaus                                                                                        | Dreigeschossiges Eckhaus, mit flach gegliederter verputzter Fassade, nach Brand 1789, vielleicht von Johann Lorenz Fink, gleichförmig in einer Reihe mit Lange Straße 15 und 17 (siehe dort) neu errichtet | D-4-61-000-560 Wikidata | weitere Bilder |
| Lange Straße 21 (Standort)                                                          | Kaufhaus                                                                                          | In Anlehnung an die Deutsche Renaissance stuckierter giebelständiger Eckbau mit Satteldach, zweigeschossiger Erker mit Reliefdekor, 1898/99 von Chrysostomus Martin | D-4-61-000-561 Wikidata | weitere Bilder |
| Lange Straße 22; Theatergassen 1 (Standort)                                         | Ehemaliges Anwesen des fürstbischöflichen Kanzlers Hieronymus Karg von Bebenhausen                | Stattliches traufständiges dreigeschossiges Vorderhaus mit Satteldach, Schweifgiebel und schlichter Straßenfront, im Kern spätes 16. Jahrhundert, bezeichnet „1702“, Hausfigur, Trinitätsrelief, wohl von Georg Reuß um 1760, seit 1922 mehrere Ladenumbauten und mit Lange Straße 24 (siehe dort) vereinigt; am Hof zweiteiliger westlicher Seitenbau, zweigeschossige Fachwerkbauten, der südliche mit Laubengang, 1702; vom daran anschließenden ehemaligen Gartenhaus die zweigeschossige barocke Fassade von 1702 erhalten     | D-4-61-000-562 Wikidata | weitere Bilder |
| Lange Straße 23 (Standort)                                                          | Bürgerhaus                                                                                        | Dreigeschossiger traufständiger Satteldachbau, Fassade in Formen des Plattenstils, nach Brand von 1789 neu erbaut | D-4-61-000-563 Wikidata | weitere Bilder |
| Lange Straße 24 (Standort)                                                          | Ehemaliges Bürgerhaus, jetzt Teil eines Verlagshauses                                             | Dreigeschossiger traufständiger Satteldachbau, wohl 1585 errichtet, Hofseite Fachwerk, Ausbau im 18. Jahrhundert, massive Straßenfront 1842 von Joseph III. Dennefeld, seit Vereinigung mit Lange Straße 22 (siehe dort) 1922 mehrere Ladenumbauten | D-4-61-000-564 Wikidata | weitere Bilder |
| Lange Straße 26 (Standort)                                                          | Ehemaliges Bürgerhaus, heute Wohn- und Geschäftshaus                                              | Dreigeschossiger Traufseitbau mit Satteldach, im Kern ausgehendes 16. Jahrhundert, um 1730 umgebaut, Erdgeschoss seit 1833 mehrfach verändert | D-4-61-000-565 Wikidata | weitere Bilder |
| Lange Straße 28 (Standort)                                                          | Ehemaliges Handwerkerhaus, heute Wohn- und Geschäftshaus                                          | Schmaler viergeschossiger Traufseitbau, 18. Jahrhundert, Innenumbau, viertes Geschoss und Fassadenstuck mit Relief, Maria zwischen Engeln, 1883, Zwerchhaus 1919 | D-4-61-000-566 Wikidata | weitere Bilder |
| Lange Straße 30 (Standort)                                                          | Stattliches Bürgeranwesen                                                                         | Dreigeschossiger Satteldachbau, bezeichnet „1736“; mit barocker Ausstattung | D-4-61-000-567 Wikidata | weitere Bilder |
| Lange Straße 31 (Standort)                                                          | Ehemaliges Bürgerhaus, heute Wohn- und Geschäftshaus                                              | Dreigeschossiger Traufseitbau nach Zerstörung im Zweiten Weltkrieg beim Wiederaufbau 1947 lediglich die Hausteinfassade mit barockem Dekor um 1735/37 und die Keller des 16. (Sandstein) und 19. Jahrhunderts (Backstein) erhalten An der Nordostgrenze des Grundstückes Rest der Stadtmauer (siehe Stadtbefestigung) des 13./14. Jahrhunderts; darauf achteckiges Gartenhaus in verputztem Fachwerk mit Haubendach, um 1815 | D-4-61-000-568 Wikidata | weitere Bilder |
| Lange Straße 32 (Standort)                                                          | Haus zum Storchen                                                                                 | Dreigeschossiger traufständiger Barockbau mit reich dekorierter Hausteinfassade, nach 1735 von Maurermeister Johann Dennefeld für sich selbst errichtet | D-4-61-000-569 Wikidata | weitere Bilder |
| Lange Straße 35 (Standort)                                                          | Bürgerhaus                                                                                        | Dreigeschossiger traufständiger Satteldachbau mit Barockfassade um 1740, Justus Heinrich Dientzenhofer zugeschrieben, Erdgeschossumbau zur Einrichtung einer Gastwirtschaft um 1880 | D-4-61-000-570 Wikidata | weitere Bilder |
| Lange Straße 37 (Standort)                                                          | Bürgerhaus                                                                                        | Dreigeschossiges palaisartiges Gebäude, mit Mittelrisalit, Mansardwalmdach und straff gegliederter Front, 1739 von Michael Küchel für sich selbst errichtet, Balkon um 1835 | D-4-61-000-571 Wikidata | weitere Bilder |
| Lange Straße 38 (Standort)                                                          | Ehemaliges Bürgerhaus, später Wohn- und Geschäftshaus                                             | Dreigeschossiger traufständiger Mansarddachbau mit schlichter Fassade, letztes Viertel 18. Jahrhundert, Dachgaube 1920 | D-4-61-000-572 Wikidata | weitere Bilder |
| Lange Straße 41 (Standort)                                                          | Mehrteiliges Anwesen auf Eckgrundstück, ursprünglich bescheidenes Bürgerhaus des 18. Jahrhunderts | 1871/72 von Caspar Dennefeld zur Weinwirtschaft ausgebaut, zweigeschossiges traufständiges Vorderhaus mit Halbwalmdach mit Zwerchhaus und neubarockem Stuck von 1904, Ende 19. Jahrhundert Umbauarbeiten nach Plänen von Emmerich Goes, auf die mittelalterliche Stadtmauer (siehe Stadtbefestigung) aufgesetztes Rückgebäude um 1800, vorgelagerter eingeschossiger Gartensalon von 1871/72 im Eck zur Promenadenstraße, zweigeschossiges Hinterhaus mit Halbwalm, traufseitig zur Promenadenstraße, von Friedrich Kuckelmann 1923 | D-4-61-000-573 Wikidata | weitere Bilder |
| Lange Straße 42 (Standort)                                                          | Ehemaliges Bürgeranwesen, heute Wohn- und Geschäftshaus                                           | Dreigeschossiges traufständiges Vorderhaus mit Satteldach, wohl 1696, um 1750 aufgestockt und mit Barockfassade versehen, Rückgebäude 18. Jahrhundert und 1828 | D-4-61-000-574 Wikidata | weitere Bilder |
| Lange Straße 46 (Standort)                                                          | Gasthaus Sternla                                                                                  | Zweigeschossiger traufständiger Bau, mit Fachwerkobergeschoss und aneinanderstoßenden Satteldächern, ursprünglich zwei Kleinhäuser, das westliche spätmittelalterlich, das östliche Mitte 16. Jahrhundert oder bei Vereinigung beider Bauten um 1696/1700 errichtet | D-4-61-000-575 Wikidata | weitere Bilder |
| Lange Straße 48 (Standort)                                                          | Ehemalige Bayerische Staatsbank                                                                   | Dreigeschossiger neubarocker Monumentalbau in Ecklage, Hausteinbau mit Walmdach, durch Risalit betonte Front zum Schönleinsplatz, Säulenportal zur Langen Straße, 1894/95 von Konradin Walther | D-4-61-000-576 Wikidata | weitere Bilder |

### Maximiliansplatz
| Lage                          | Objekt                                                                             | Beschreibung | Akten-Nr.               | Bild           |
| ----------------------------- | ---------------------------------------------------------------------------------- | --- | ----------------------- | -------------- |
| Maximiliansplatz (Standort)   | Maximiliansbrunnen                                                                 | Eisengitterumschlossener Brunnen mit Unterbau, Becken, Brunnenstock und Figurensockeln aus Trientiner Marmor, fünf lebensgroße Bronzestatuen: auf dem Brunnenstock König Maximilian I. Joseph, auf Postamenten am Becken, heiliger Kaiser Heinrich, heilige Kaiserin Kunigunde, hl. Bischof Otto I. und König Konrad III., historistisch, 1878–1880 von Ferdinand von Miller; ursprünglich in der Mitte des Platzes | D-4-61-000-929 Wikidata | weitere Bilder |
| Maximiliansplatz 2 (Standort) | Sogenanntes Eckenbüttnerhaus, ehemaliges Bürgerhaus, heute Wohn- und Geschäftshaus | Dreigeschossiger Traufseitbau mit Satteldach, wohl im 17. Jahrhundert über spätmittelalterlichem Keller errichtet, um 1730/40 um ein Geschoss erhöht, ausgebaut und neu ausgestattet, Fassadenerneuerung durch Georg II. Hofbauer 1863 mit 1902 von Peter Kaiser eingefügtem, barockisierendem figürlichem Schmuck                                                                                                  | D-4-61-000-926 Wikidata | weitere Bilder |
| Maximiliansplatz 8 (Standort) | Haus zum Grünen Sittich                                                            | Spätbarockes Bürgerhauspalais, dreigeschossiges Traufseithaus mit nobel dekorierter Steinfassade und Satteldach, wohl zweites Viertel 18. Jahrhundert, Zuschreibungen an Johann Dientzenhofer oder Balthasar Neumann, Marienkrönungsrelief um 1730/40 Johann Peter Benckert zugeschrieben | D-4-61-000-928 Wikidata | weitere Bilder |

### Nonnenbrücke
| Lage                                       | Objekt                                                                                      | Beschreibung | Akten-Nr.               | Bild           |
| ------------------------------------------ | ------------------------------------------------------------------------------------------- | --- | ----------------------- | -------------- |
| Nonnenbrücke 1 (Standort)                  | Mehrteilige Eckbebauung aus Hauptgebäude, Seitenflügel und daran anschließendem Rückgebäude | Das städtebaulich prominente Hauptgebäude, ein dreigeschossiges Mansardwalmdachhaus mit reich dekorierten Barockfassaden, wohl von Justus Heinrich Dientzenhofer als sein eigenes Wohnhaus 1736 errichtet, Ausbau des zweigeschossigen westlichen Seitenflügels 1776, Aufstockung von Seitenflügel und Rückgebäude mit flach geneigtem Satteldach durch Georg I. Hofbauer 1842/43 | D-4-61-000-962 Wikidata | weitere Bilder |
| Nonnenbrücke 10, Nonnenbrücke 8 (Standort) | Mehrteilige um 1700 errichtete Eckbebauung am Kopf der Nonnenbrücke                         | Zweigeschossige Putzbauten mit Walmdach, zur Straße breitgelagertes Doppelwohnhaus, Fassade Nonnenbrücke 10 von Joseph III. Dennefeld 1831, Nr. 8 ehemaliges Wohnhaus des Hofmalers Johann Joseph Scheubel d. Ä., in Nr. 10 wohnte 1808–09 Ernst Theodor Amadeus Hoffmann, in den Rückgebäuden befand sich ab den 1840er Jahren eine Buchdruckerei                                | D-4-61-000-966 Wikidata | weitere Bilder |

### Obere Brücke
| Lage                       | Objekt                                                                                | Beschreibung | Akten-Nr.                | Bild           |
| -------------------------- | ------------------------------------------------------------------------------------- | --- | ------------------------ | -------------- |
| Obere Brücke 1 (Standort)  | Rathaus, Baugruppe auf einer Regnitzinsel                                             | Durch zwei Brücken mit den Ufern verbunden (vgl. Obere Brücke und Untere Brücke): über hohem Werksteinuntergeschoss zweigeschossiger Rathausbau, im Kern 1461–1467, umgebaut 1619, 1744–1756 umgestaltet, Fassadenmalerei, ursprünglich von Johann Anwander 1755, 1960 ff. rekonstruiert, Brückenturm um 1385 neu erbaut, 15. Jahrhundert umgebaut und 1749–1751 wohl von Martin Mayer um ein Geschoss mit Laternenhaube erhöht, reich mit Rocailleornamentik geschmückte Balkone und Wappen 1755/56 von Joseph Bonaventura Mutschele (1883/94 durch Kopien von Philipp Dorsch und Lorenz Kamm ersetzt), davor auf dem Eisbrecher der Oberen Brücke aufsitzendes Rottmeisterhäuschen, dreigeschossiger Fachwerkbau mit Satteldach, 1668 | D-4-61-000-986 Wikidata  | weitere Bilder |
| Obere Brücke 2 (Standort)  | Wohn- und Geschäftshaus                                                               | Am Brückenkopf dreiseitig freistehender, dreigeschossiger verputzter Fachwerkbau mit massivem Erdgeschoss und Walmdach, zum Kanal hin zwei zusätzliche Untergeschosse, vermutlich 1603 errichtet, Walmdach wohl 18. Jahrhundert, Fassade 1822 von Joseph III. Dennefeld | D-4-61-000-987 Wikidata  | weitere Bilder |
| Obere Brücke 3 (Standort)  | Wohn- und Gastwirtschaftsgebäude                                                      | Dreigeschossiges Eckhaus am Brückenkopf, massives Erdgeschoss, verputzte Fachwerkobergeschosse, zum Kanal hin zwei zusätzliche Untergeschosse, heutiger Bau im Wesentlichen wohl vom Wiederaufbau 1645 nach Zerstörung 1632, im Kern vielleicht noch Reste 15./16. Jahrhundert, Straßenfront letztes Viertel 18. Jahrhundert neu verkleidet und in diesem Zusammenhang wohl auch das Walmdach aufgesetzt | D-4-61-000-988 Wikidata  | weitere Bilder |
| Obere Brücke 4 (Standort)  | Ehemaliges Bürgeranwesen, heute Wohn- und Geschäftshaus                               | Dreigeschossiger traufständiger Fachwerkbau mit massiver Fassade und Satteldach, aus ehemals zwei Häusern vereinigend, im Kern nach Fischmühlbrand 1538, drittes Viertel 18. Jahrhundert beide Häuser mit einheitlicher Fassade und 1807 endgültig zu einem Anwesen zusammengefasst, 1878–1880 Umbauten (Laden/Dachgauben) durch Georg II. Hofbauer | D-4-61-000-989 Wikidata  | weitere Bilder |
| Obere Brücke 5 (Standort)  | Ehemaliges Bürgerhaus, ehemalige Lythographische Kunstanstalt der Gebrüder Lachmüller | Schmaler viergeschossiger Traufseitbau, Erdgeschoss und erstes Obergeschoss massiv, darüber verputztes Fachwerk, im Kern nach dem Fischmühlbrand 1538, im 17. Jahrhundert ausgebaut, Fassadenveränderungen 18. Jahrhundert, 1929 (Schaufenster) und 1956 (Fenster im ersten Obergeschoss) | D-4-61-000-990 Wikidata  | weitere Bilder |
| Obere Brücke 6 (Standort)  | Ehemaliges Bürgerhaus, heute Wohn- und Geschäftshaus                                  | Viergeschossiges traufständiges Hauptgebäude mit Satteldach, nach 1632, schlicht gegliederte Fassade um 1700, 1866 aufgestockt | D-4-61-000-991 Wikidata  | weitere Bilder |
| Obere Brücke 6 (Standort)  | Rückgebäude                                                                           | Historisierender Fachwerkbau von 1911/12 | D-4-61-000-991 Wikidata  | weitere Bilder |
| Obere Brücke 8 (Standort)  | Ehemaliges Bürgerhaus, heute Wohn- und Geschäftshaus                                  | Viergeschossiger Traufseitbau mit Satteldach und schlichter barocker Fassadenornamentik, 1810 aus zwei Häusern zusammengefasst, im Kern wohl vor 1544, der linke Teil der Traufseitfassade zur Oberen Brücke Mitte 18. Jahrhundert, der rechte nach Vereinigung der beiden Häuser in angepassten Formen ergänzt, Rückgebäude 1810 neu errichtet, 1863 Veränderungen des Erdgeschosses, Umbauten, vor allem am Rückgebäude, Anfang 20. Jahrhundert | D-4-61-000-1048 Wikidata | weitere Bilder |
| Obere Brücke 10 (Standort) | Stattliches Bürgeranwesen, Vorderhaus                                                 | Dreigeschossiges Traufseithaus mit massiver verputzter Front und Satteldach, im Kern 16. Jahrhundert, Umbauten vermutlich um 1730 durch Johann Friedrich Rosenzweig als Eigentümer, Erdgeschoss verändert, 1980 Gaststätteneinbau | D-4-61-000-1049 Wikidata | weitere Bilder |
| Obere Brücke 10 (Standort) | Stattliches Bürgeranwesen, Nebengebäude                                               | Am Hof zweigeschossig, verputzt, von 1770 | D-4-61-000-1049 Wikidata | weitere Bilder |
| Obere Brücke 10 (Standort) | Stattliches Bürgeranwesen, Rückgebäude                                                | Dreigeschossig, zur Wasserseite viergeschossig und mit vorgelegten Holzgalerien versehenes, im Innern spätgotische Kapelle um 1400, Obergeschosse im Kern 16. Jahrhundert, Umbauten um 1700 durch Johann Leonhard Dientzenhofer als Eigentümer, massive Erneuerung der ursprünglich in Fachwerk errichteten wasserseitigen Obergeschossaußenmauern 1976 | D-4-61-000-1049 Wikidata | weitere Bilder |
| Obere Brücke 12 (Standort) | Bürgerhaus                                                                            | Dreigeschossiger Traufseitbau mit massiver Fassade des mittleren 18. Jahrhunderts und Satteldach, Dachwerk 1508 und 1539 (dendrochronologisch datiert), stuckierte Fassade um 1750, Konditorerieinbau im Erdgeschoss im Wesentlichen 1896 | D-4-61-000-1050 Wikidata | weitere Bilder |
| Obere Brücke 12 (Standort) | Nebengebäude                                                                          | rückwärtig, 19. Jahrhundert | D-4-61-000-1050 Wikidata | weitere Bilder |
| Obere Brücke 14 (Standort) | Mohrenapotheke                                                                        | Dreigeschossiger Traufseitbau mit massiver Fassade aus Sandsteinquadern, Satteldach, im Kern wohl 16./17. Jahrhundert, Fassade mit Dekorationen des zweiten Viertels 18. Jahrhundert; Apothekeneinrichtung um 1810; rückwärtig teilweise dreigeschossiges Seitengebäude | D-4-61-000-1051 Wikidata | weitere Bilder |

### Obstmarkt
| Lage                    | Objekt                                      | Beschreibung | Akten-Nr.                | Bild           |
| ----------------------- | ------------------------------------------- | --- | ------------------------ | -------------- |
| Obstmarkt 1 (Standort)  | Ehemalige Fischmühle, Vorderhaus            | Dreigeschossiges Vorderhaus mit schmaler Front zum Obstmarkt, massiv, Sandstein, gegen 1768, 1875 spätklassizistisch erhöht                                    | D-4-61-000-1163 Wikidata | weitere Bilder |
| Obstmarkt 1 (Standort)  | Ehemalige Fischmühle, Rückgebäude           | Über Verbindungsbau angeschlossen, dreigeschossig, Putzbau mit Satteldach, bei der Anlage des Ludwig-Donau-Main-Kanals 1836–1845 in der heutigen Form erneuert | D-4-61-000-1163 Wikidata | weitere Bilder |
| Obstmarkt 1 (Standort)  | Ehemalige Fischmühle, Zufahrtstor           | Spätbarock, 1768 | D-4-61-000-1163 Wikidata | weitere Bilder |
| Obstmarkt 3 (Standort)  | Ehemaliges Handwerkeranwesen, Vorderhaus    | Dreigeschossiger, traufständiger Massivbau mit Satteldach, 18. Jahrhundert, Umbau um 1776, Fassade nach 1945 verändert                                         | D-4-61-000-1164 Wikidata | weitere Bilder |
| Obstmarkt 3 (Standort)  | Ehemaliges Handwerkeranwesen, Rückgebäude   | Dreigeschossig mit Satteldach, um 1700, Rückfassade bei der Anlage des Ludwig-Donau-Main-Kanals um 1845 vorgeblendet                                           | D-4-61-000-1164 Wikidata | weitere Bilder |
| Obstmarkt 5 (Standort)  | Hausfigur Maria als Trösterin der Betrübten | Gefasste Skulptur, Kopie des Gnadenbildes von der ehemaligen Jesuitenkirche, 18. Jahrhundert                                                                   | D-4-61-000-1165 Wikidata | weitere Bilder |
| Obstmarkt 10 (Standort) | Hausfigur Marienkrönung                     | Barockes Sandsteinrelief, um 1725/30 | D-4-61-000-1167 Wikidata | weitere Bilder |

### Plattnergasse
| Lage                         | Objekt                                  | Beschreibung | Akten-Nr.                | Bild           |
| ---------------------------- | --------------------------------------- | --- | ------------------------ | -------------- |
| Plattnergasse 1 (Standort)   | Altes Fischeranwesen                    | Zweigeschossiger giebelständiger Satteldachbau, Fachwerk verputzt über massivem Sockelgeschoss, im Kern erste Hälfte 16. Jahrhundert, äußere Erscheinung von Umbau Mitte 18. Jahrhundert geprägt | D-4-61-000-1180 Wikidata | weitere Bilder |
| Plattnergasse 3 (Standort)   | Ehemaliges Fischeranwesen               | Traufständig zur Regnitz gelegenes Hauptgebäude über einem Untergeschoss, verputztes Fachwerkgeschoss mit steilem, hohem Satteldach, im Kern wohl Mitte 16. Jahrhundert, Fassade zur Regnitz 1859 erneuert, Dachkammern mit Giebelgauben 1889, Nebengebäude vornehmlich 18. Jahrhundert                                           | D-4-61-000-1181 Wikidata | weitere Bilder |
| Plattnergasse 3 a (Standort) | Ehemaliges Fischeranwesen               | Vierseitig umbaute Hofanlage, die Gebäude im Kern zweite Hälfte 15. Jahrhundert, zweigeschossiges, traufständig zur Regnitz gelegenes Hauptgebäude, Fachwerk mit steilem Satteldach, östlicher Nebenbau wohl zweite Hälfte 16. Jahrhundert, südlicher Verbindungsbau mit Fachwerk um 1700, das ganze Anwesen um 1720 modernisiert | D-4-61-000-1182 Wikidata | weitere Bilder |
| Plattnergasse 4 (Standort)   | Ehemaliges Nebengebäude, heute Wohnhaus | Zweigeschossiges Traufseithaus mit Satteldach, wohl Fachwerk verputzt, um 1800, im Kern vielleicht 16. Jahrhundert, nach Ausgliederung aus dem Anwesen Plattnergasse 3 (1892) Einbau von Etagenwohnungen durch Emmerich Goes 1893                                                                                                 | D-4-61-000-1183 Wikidata | weitere Bilder |

### Schillerplatz
| Lage                          | Objekt | Beschreibung | Akten-Nr.                | Bild                                                          |
| ----------------------------- | --- | --- | ------------------------ | ------------------------------------------------------------- |
| Schillerplatz (Standort)      | Brunnen | Von Obelisk abgeschlossener Sandsteinaufbau über Granitstufen und Kalksteinplinthe, Palmettendekor, von Wilhelm Johann Wurzer 1825, Teilerneuerung durch Eugen Kellner und Anton Riel 1932 | D-4-61-000-1247 Wikidata | weitere Bilder                                                |
| Schillerplatz 2 (Standort)    | Bürgerhaus | Eckhaus, dreigeschossiger spätbarocker Putzbau mit genuteten abgerundeten Ecken und Mansarddach, Zwerchhäuser mit Schweifgiebeln, wohl 1765 errichtet | D-4-61-000-1229 Wikidata | weitere Bilder                                                |
| Schillerplatz 4 (Standort)    | Ehemaliges Bürgerpalais, seit 1937 Haus des Handwerks                                                                                                | Stattliches dreigeschossiges massives Hauptgebäude, traufständig mit Satteldach, reicher Fassadenschmuck mit Kolossalpilastergliederung, aufwendigem Mittelportal und Büsten, Zuschreibung der Bildhauerarbeiten an Leonhard Gollwitzer oder Joh. Caspar Metzner, um 1720, Nordflügel um 1770/80, erdgeschossiger Südflügel mit Mansarddach 18./19. Jahrhundert                                                                                                   | D-4-61-000-1231 Wikidata | weitere Bilder                                                |
| Schillerplatz 5 (Standort)    | Ehemaliges Theater- und Ballsaalgebäude, sogenanntes Harmoniegebäude, heute E.T.A.-Hoffmann-Theater, als Gesellschaftshaus errichtetes Doppelgebäude | Zum Schillerplatz ausgerichtetes Ballsaalgebäude (Harmoniegebäude) mit Krüppelwalmdach und von Ferdinand von Hohenhausen entworfener zweieinhalbgeschossiger Fassade aus rustiziertem Erdgeschoss und von Pilastern zusammengefassten eineinhalb Obergeschossen, 1808 errichtet, gleichzeitig das rückwärtige Theater mit 1861/62 neu ausgestattetem Theaterraum                                                                                                  | D-4-61-000-1232 Wikidata | weitere Bilder                                                |
| Schillerplatz 6 (Standort)    | Bürgerhaus | Traufständiger dreigeschossiger Massivbau mit Satteldach, Plattenstilfassade, wesentlich 18. Jahrhundert, um 1800 verändert | D-4-61-000-1233 Wikidata | weitere Bilder                                                |
| Schillerplatz 7 (Standort)    | Gasthaus zur Rose, sogenannte Theaterrose | Zweieinhalbgeschossiger lisenengegliederter Traufseitbau, Satteldach, Gesamterscheinung vom Umbau durch Karl Georg Lang 1861 bestimmt, im Kern angeblich 1806 | D-4-61-000-1234 Wikidata | weitere Bilder                                                |
| Schillerplatz 8 (Standort)    | Wohn- und Geschäftshaus | Dreigeschossiger traufständiger Satteldachbau mit seitlicher Tordurchfahrt, im Kern vielleicht 16./17. Jahrhundert, Umbau Mitte 18. Jahrhundert, 1897 Ausbau des oberen Geschosses unter Beibehaltung des Dreiecksgiebels des ehemaligen Zwerchhauses, Änderung der Erdgeschossfassade 1901 | D-4-61-000-1235 Wikidata | weitere Bilder                                                |
| Schillerplatz 9 (Standort)    | Bürgerhaus | Zurückgesetzter, weil noch in der mittelalterlichen Platzflucht stehender Traufseitbau, zweigeschossig mit Satteldach, im Kern zweite Hälfte 16. Jahrhundert, ein Zwerchhaus bezeichnet „1859“, Fassadenerneuerung 1868 durch Georg II. Hofbauer | D-4-61-000-1236 Wikidata | weitere Bilder                                                |
| Schillerplatz 9 a (Standort)  | Historistisches Eckwohnhaus | Zweigeschossiger Quaderbau in Formen des Manierismus, Flachsatteldach, 1882 von Chrysostomus Martin | D-4-61-000-1237 Wikidata | weitere Bilder                                                |
| Schillerplatz 10 (Standort)   | Bürgerhaus | Schmaler dreigeschossiger Traufseitbau mit Mansarddach und Zwerchhaus, die gegliederte Sandsteinfassade mit Rocailledekor, drittes Viertel 18. Jahrhundert, vielleicht von Joh. Friedrich Schneller, 1882 Umbau der Rückgebäude | D-4-61-000-1238 Wikidata | weitere Bilder                                                |
| Schillerplatz 11 a (Standort) | Ehemaliges Dienstbotenhaus des abgegangenen Clarissenklosters                                                                                        | Zweigeschossiger, dreiseitig freistehender Putzbau mit massivem Erdgeschoss, Fachwerkobergeschoss und abgewalmten Dach, um 1740; an der südlichen Grundstücksgrenze Reste der Stadtmauer des 15. Jahrhunderts (vgl. Stadtbefestigung) | D-4-61-000-1239 Wikidata | Ehemaliges Dienstbotenhaus des abgegangenen Clarissenklosters |
| Schillerplatz 12 (Standort)   | Wohn- und Geschäftshaus | Ehem. Bürgerhaus, viergeschossiger, traufständiger Satteldachbau mit geohrten Fensterrahmen und Putzfassade mit Sockelbänderung, Gesimsen und verkröpfter Pilastergliederung, Fachwerkkonstruktion über massivem Erdgeschosssockel, im Kern 17. Jh. oder älter, 1682/83 (dendro.dat.) 3. Obergeschoss aufgestockt, 1734/39 (dendro.dat.) 4. Obergeschoss aufgestockt sowie Dach und Fassade erneuert, 1868 Ladeneinbau, 1925 Fassade im Erdgeschoss modernisiert. | D-4-61-000-2584          | BW                                                            |
| Schillerplatz 14 (Standort)   | Umfangreiches Anwesen mit zwei Höfen | Hauptgebäude am Schillerplatz aus zwei dreigeschossigen Traufseithäusern mit Satteldächern, im Kern wohl 16./17. Jahrhundert, um 1720 zusammengefasst und mit schlicht dekorierter Barockfassade mit zwei Hausfiguren (Immaculata und heiliger Joseph, vermutlich von Leonhard Gollwitzer) versehen, vorderes Rückgebäude um 1740 errichtet und um 1760 erweitert, mit gegliederter Rückfassade                                                                   | D-4-61-000-1240 Wikidata | weitere Bilder                                                |
| Schillerplatz 16 (Standort)   | Repräsentatives Bürgerhaus | Dreigeschossiger Traufseitbau mit mittiger Tordurchfahrt und Mansarddach, anspruchsvoll gegliederte Fassade in spätbarocken Formen, 1745/46 für den Hofrat Johann Georg Dientzenhofer, wohl nach Planentwurf von Justus Heinrich Dientzenhofer zugeschrieben, bauzeitliches Rückgebäude | D-4-61-000-1242 Wikidata | weitere Bilder                                                |
| Schillerplatz 18 (Standort)   | Bürgerhaus | Dreigeschossiges traufständiges Satteldachhaus, im Kern wohl spätmittelalterlich, wohl erste Hälfte 18. Jahrhundert aufgestockt und mit einer Fassade versehen | D-4-61-000-1243 Wikidata | weitere Bilder                                                |
| Schillerplatz 20 (Standort)   | Bürgerhaus | Dreigeschossiger traufständiger Bau, flach geneigtes Satteldach mit großer Schleppgaube, Erdgeschoss massiv, Obergeschosse in verputztem Fachwerk, im Kern wohl spätmittelalterlich, Gesamterscheinung um 1760, Rückgebäude mit massivem Erdgeschoss und Fachwerkobergeschoss um 1700, 1889 am Westende nach Süden erweitert | D-4-61-000-1244 Wikidata | weitere Bilder                                                |
| Schillerplatz 22 (Standort)   | Bürgerhaus | Dreigeschossiger traufständiger Bau mit flach geneigtem Satteldach, Erdgeschoss massiv, Obergeschosse in verputztem Fachwerk, um 1760 | D-4-61-000-1434 Wikidata | weitere Bilder                                                |
| Schillerplatz 24 (Standort)   | Wohn- und Geschäftshaus | Dreigeschossiger Traufseitbau, Erdgeschoss massiv, Obergeschosse in Fachwerk, Satteldach, zweites Viertel 18. Jahrhundert, Auskernung des Erdgeschosses durch Ladenerweiterung 1897, Hausfigur Immaculata, wohl Georg Reuß, um 1740 | D-4-61-000-1245 Wikidata | weitere Bilder                                                |
| Schillerplatz 26 (Standort)   | Bürgerhaus, E.-T.-A.-Hoffmann-Museum, 1809–1813 Wohnhaus von Ernst Theodor Amadeus Hoffmann                                                          | Schmales, aber tiefes Vorderhaus, dreigeschossiger Traufseitbau mit Mansarddach, wohl 1762 neu erbaut, 1856 Überarbeitung der Fassaden und Veränderung des Dachausbaus, einfache Rückgebäude 1869 erweitert und aufgestockt | D-4-61-000-1246 Wikidata | weitere Bilder                                                |

### Schulgasse
| Lage                    | Objekt                      | Beschreibung | Akten-Nr.                | Bild           |
| ----------------------- | --------------------------- | --- | ------------------------ | -------------- |
| Schulgasse 3 (Standort) | Hauptgebäude an der Regnitz | Über massivem Keller zweigeschossiger Fachwerkbau mit Satteldach, traufständig zur Regnitz, im Kern erstes Viertel 18. Jahrhundert, Ausbauphasen 1720, 1742 und um 1800; Seitenflügel 18./19. Jahrhundert Hofmauer mit Einfahrt bezeichnet „1742“ | D-4-61-000-1280 Wikidata | weitere Bilder |

### Stangsstraße
| Lage                      | Objekt   | Beschreibung | Akten-Nr.                | Bild           |
| ------------------------- | -------- | --- | ------------------------ | -------------- |
| Stangsstraße 5 (Standort) | Wohnhaus | Dreigeschossiger traufständiger Mansarddachbau, 17./18. Jahrhundert, 1933 eingreifend verändert und aufgestockt; rückwärtig linker Seitenflügel, dreigeschossig, Fachwerk                                                                  | D-4-61-000-1369 Wikidata | weitere Bilder |
| Stangsstraße 7 (Standort) | Wohnhaus | Eckhaus, zweigeschossiger Quaderbau mit schlicht gegliederten Fronten, Mansarddach mit Fachwerkgiebel bzw. zum Holzmarkt abgewalmt, zweite Hälfte 18. Jahrhundert, Hausfigur, heiliger Joseph, um 1770, Johann Bernhard Kamm zugeschrieben | D-4-61-000-1322 Wikidata | weitere Bilder |

### Untere Brücke
| Lage               | Objekt        | Beschreibung | Akten-Nr.      | Bild           |
| ------------------ | ------------- | --- | -------------- | -------------- |
| Regnitz (Standort) | Untere Brücke | Von der 1739 von Balthasar Neumann errichteten Brücke nur noch der zu verschiedenen Zeiten den jeweiligen Erfordernissen angepasste, rundgeschlossene und sandsteinverkleidete Pfeiler unterhalb des Rathauses erhalten, neubarocke Brüstung 1912/13; Steinfigur der heiligen Kunigunde von Johann Peter Benckert von 1744 durch eine Natursteinkopie ersetzt 1990 (Original in St. Jacob, Bamberg) | D-4-61-000-638 | weitere Bilder |

### Vorderer Graben
| Lage                          | Objekt                          | Beschreibung | Akten-Nr.                | Bild           |
| ----------------------------- | ------------------------------- | --- | ------------------------ | -------------- |
| Vorderer Graben 2 (Standort)  | Wohn- und Geschäftshaus         | dreigeschossiger Traufseitbau mit asymmetrisch gegliederter Fassade in barockisierenden Formen und mit vom Jugendstil beeinflusstem Dekor, verputzter Massivbau mit Mansarddach, flacher Seitenrisalit mit Schweifgiebel, 1902 von Georg Benedikt | D-4-61-000-719 Wikidata  | weitere Bilder |
| Vorderer Graben 3 (Standort)  | Ehem. Gartengut                 | freistehendes, zweigeschossiges Eckhaus mit Mansardwalmdach, Putzfassade mit Werksteingliederung, Sandstein und Stichbogenrahmen, vielleicht von Johann Lorenz Fink, 1808; zugehörig Gartenhaus, eingeschossigerm querovaler Putzbau mit originellem Kuppeldach, um 1750/60; Einfriedug, Sandstein, 18. Jahrhundert | D-4-61-000-720 Wikidata  | weitere Bilder |
| Vorderer Graben 8 (Standort)  | Hausfigur                       | Madonna mit anbetenden Engeln von Andreas Schell, um 1850; Relief, hl. Vincent von Paula, von Bartholomäus Zimmermann 1932 | D-4-61-000-721 Wikidata  | weitere Bilder |
| Vorderer Graben 8 (Standort)  | Ehem. Wohnhaus mit Atelieranbau | dreigeschossiger traufständiger Wohnbau mit flach geneigtem Satteldach, Erd- und 1. Obergeschoss massiv, 2. Obergeschoss in verputztem Fachwerk, an der Rückfront zweigeschossig heute verglaste Laubengänge, im Kern 18. Jahrhundert, Aufstockung des obersten Geschosses, Atelieranbau und Hausfigur, Madonna mit anbetenden Engeln (vom damaligen Besitzer, dem Bildhauer Andreas Schell) um 1850, der zweigeschossige Atelieranbau mit Dachplattform und klassizistischem Eisengeländer, an der Front Relief, hl. Vincent von Paula, von Bartholomäus Zimmermann 1932; in Wohnhaus und Atelieranbau Teile der Stadtmauer und eines Mauerturms, Mitte 15. Jahrhundert, verbaut (siehe Stadtbefestigung) | D-4-61-000-1533 Wikidata | weitere Bilder |
| Vorderer Graben 36 (Standort) | Wohnhaus                        | eingeschossiger gestreckter Massivbau mit Mansarddach, aus der Straßenflucht vortretend, die östlichen drei Achsen von Stadtmaurermeister Johann Joseph Vogel 1784 errichtet, Erweiterung nach Westen 1805, Verlegung der Haustür 1913; Stadtmauer mit Resten eines Mauerturmes, Mitte 15. Jahrhundert, im Haus verbaut (vgl. Stadtbefestigung) | D-4-61-000-737 Wikidata  | weitere Bilder |

### Zinkenwörth
| Lage                      | Objekt                                            | Beschreibung | Akten-Nr.               | Bild           |
| ------------------------- | ------------------------------------------------- | --- | ----------------------- | -------------- |
| Zinkenwörth 3 (Standort)  | Ehemaliges Gerberhaus                             | Zweigeschossiges traufständiges Vorderhaus mit steilem Satteldach, im Kern spätmittelalterlicher Fachwerkbau um 1412, massive verputzte Straßenfront spätes 18. Jahrhundert, zweigeschossiges Rückgebäude mit Pultdach                                                      | D-4-61-000-780 Wikidata | weitere Bilder |
| Zinkenwörth 5 (Standort)  | Kleinhaus                                         | Im Kern vielleicht spätmittelalterliche Weißgerberwerkstatt, eingeschossiges Wohnhaus mit Walmdach, 1808 von Zinkenwörth 3 (vgl. dort) getrennt, Fassade 1838 von Joseph III. Dennefeld Im Keller Reste des spätmittelalterlichen Zinkenwörther Torturmes (vgl. Stadtmauer) | D-4-61-000-781 Wikidata | weitere Bilder |
| Zinkenwörth 6 (Standort)  | Ehemaliges Handwerkerhaus                         | Dreigeschossiges Eckhaus, massives Erdgeschoss, verputzte Fachwerkobergeschosse, Satteldach, um 1740, über spätmittelalterlichem Keller, Muttergottesfigur mit Putten und Taube um 1740; siehe auch Am Kanal 6                                                              | D-4-61-000-782 Wikidata | weitere Bilder |
| Zinkenwörth 7 (Standort)  | Vorderhaus                                        | Zweigeschossiger Eckbau, massives Erdgeschoss, verputztes Fachwerkobergeschoss, Mansarddach, im Wesentlichen um 1760/70, zweigeschossiger Seitenflügel mit Satteldach, im Rückgebäude spätmittelalterliche Reste                                                            | D-4-61-000-783 Wikidata | weitere Bilder |
| Zinkenwörth 8 (Standort)  | Ehemaliges Gerberhaus                             | Schmales Gebäude, dreigeschossig, traufständig, mit Satteldach, im Kern spätmittelalterlich, aufgestockt und ausgebaut in der zweiten Hälfte des 18. Jahrhunderts, Fassade der Obergeschosse nach Plänen von Andreas Stübler 1843                                           | D-4-61-000-784 Wikidata | weitere Bilder |
| Zinkenwörth 10 (Standort) | Ehemalige Bäckerei, heute Wohn- und Geschäftshaus | Zweigeschossiger traufständiger Satteldachbau mit massiver Straßenfassade, im Kern spätmittelalterlich, Ausbau 18. Jahrhundert, zweigeschossiges Rückgebäude um 1700 | D-4-61-000-785 Wikidata | weitere Bilder |
| Zinkenwörth 12 (Standort) | Bürgerhaus                                        | Zur Straße dreigeschossiger, rückwärtig zweigeschossiger Traufseitbau mit Satteldach, teils massiv, teils in Fachwerk, Kernbau 17. Jahrhundert, im 18. Jahrhundert um ein Geschoss erhöht, historistische Straßenfassade wohl zweite Hälfte 19. Jahrhundert                 | D-4-61-000-786 Wikidata | weitere Bilder |
| Zinkenwörth 14 (Standort) | Wohn- und Geschäftshaus                           | Dreigeschossiger traufständiger Putzbau mit Satteldach, im Kern spätmittelalterlich, im 18. Jahrhundert um ein Geschoss erhöht, Obergeschosse massiv erneuert von Joseph III. Dennefeld 1833, 1908 umgebaut, 1923 Ladeneinbau                                               | D-4-61-000-787 Wikidata | weitere Bilder |
| Zinkenwörth 16 (Standort) | Wohn- und Geschäftshaus                           | Dreigeschossiger Traufseitbau mir Satteldach, massives verputztes Erdgeschoss, Obergeschosse in Fachwerk, zweites Viertel 18. Jahrhundert, Schaufenstereinbau 1924, an der Nordseite schräg ansetzender, niedrigerer Seitenflügel in Fachwerk 17. Jahrhundert               | D-4-61-000-788 Wikidata | weitere Bilder |
| Zinkenwörth 18 (Standort) | Bürgerhaus                                        | Dreigeschossiger Traufseitbau mit massiver verputzter Fassade und Satteldach, im Kern 16./17. Jahrhundert, im 18. Jahrhundert um ein Geschoss erhöht und mit neuer Fassade versehen                                                                                         | D-4-61-000-789 Wikidata | weitere Bilder |
| Zinkenwörth 20 (Standort) | Bürgerhaus                                        | Dreigeschossiger Traufseitbau mit Satteldach, im Kern 15./16. Jahrhundert, im 18. Jahrhundert um ein Geschoss erhöht, Fassade 1826 von Joseph III. Dennefeld, über spätmittelalterlichem Sandsteinkeller                                                                    | D-4-61-000-790 Wikidata | weitere Bilder |
| Zinkenwörth 24 (Standort) | Mietshaus                                         | Viergeschossiger historistischer Traufseitbau mit Seitenrisaliten, Satteldach und Schweifgiebeln, 1906 von Chrysostomus Martin, siehe Hainstraße 2 | D-4-61-000-792 Wikidata | weitere Bilder |
| Zinkenwörth 24 (Standort) | Harmoniegarten                                    | Öffentliche Gartenanlage des späten 19. Jahrhunderts, mehrfach verändert An der Ostgrenze Reste der spätmittelalterlichen Stadtmauer des 15. Jahrhunderts (vgl. Stadtbefestigung)                                                                                           | D-4-61-000-791 Wikidata | weitere Bilder |
| Zinkenwörth 25 (Standort) | Bürgerhaus                                        | Zweigeschossiges Traufseithaus, ursprünglich mit Satteldach, wohl nach 1710, Umgestaltungen Anfang 19. Jahrhundert, unter anderem straßenseitiger Mansarddachgiebel mit Zwerchhaus von 1809                                                                                 | D-4-61-000-793 Wikidata | weitere Bilder |
| Zinkenwörth 27 (Standort) | Bürgerhaus                                        | Dreigeschossiges Traufseithaus mit Satteldach, im Kern wohl spätmittelalterlich, Vorderhaus 1859 von Maurermeister Georg II. Hofbauer um ein Geschoss erhöht | D-4-61-000-794 Wikidata | weitere Bilder |
| Zinkenwörth 29 (Standort) | Wohn- und Geschäftshaus                           | Dreigeschossiges Traufseithaus mit Mansarddach mit Fachwerkgiebeln, Gesamterscheinung zweite Hälfte 18. Jahrhundert, Dach 1910 | D-4-61-000-795 Wikidata | weitere Bilder |
| Zinkenwörth 31 (Standort) | Wohn- und Geschäftshaus                           | Wohl aus zwei Kleinhäusern zusammengewachsener zweigeschossiger Traufseitbau mit Satteldach, im Kern mittleres 16. Jahrhundert, Steinfassade von Joseph III. Dennefeld 1834                                                                                                 | D-4-61-000-796 Wikidata | weitere Bilder |
| Zinkenwörth 33 (Standort) | Kleinbürgerhaus                                   | Zweigeschossiger Traufseitbau mit flach gegliederter Fassade und Satteldach, um 1800, Hausfigur, Vesperbild, vielleicht von Georg Reuß Mitte 18. Jahrhundert | D-4-61-000-797 Wikidata | weitere Bilder |
| Zinkenwörth 35 (Standort) | Mietshaus                                         | Dreigeschossiger Traufseitbau mit Satteldach, in Angleichung an den anschließenden Bamberger Hof (siehe Schönleinsplatz 4) in neubarocken Formen, 1900 nach Plänen von O. Mayer ausgeführt von Jakob Maier                                                                  | D-4-61-000-798 Wikidata | weitere Bilder |

## Ehemalige Baudenkmäler
In diesem Abschnitt sind Objekte aufgeführt, die früher einmal in der Denkmalliste eingetragen waren, jetzt aber nicht mehr. Objekte, die in anderem Zusammenhang – also z. B. als Teil eines Baudenkmals – weiter eingetragen sind, sollen hier nicht aufgeführt werden. Aktennummern in diesem Abschnitt sind ehemalige, jetzt nicht mehr gültige Aktennummern.

| Lage                       | Objekt                  | Beschreibung | Akten-Nr.               | Bild           |
| -------------------------- | ----------------------- | --- | ----------------------- | -------------- |
| Keßlerstraße 19 (Standort) | Bürgerhaus              | Zweigeschossiges Traufseithaus, Portal mit originalen Flügeln, Satteldach, die Steinfassade im Plattenstil, um 1800 | D-4-61-000-496 Wikidata | weitere Bilder |
| Lange Straße 5 (Standort)  | Wohn- und Geschäftshaus | Dreigeschossig, traufständig, wohl 1769, Rocaillekartusche mit Marienkrönungsrelief bezeichnet „1788“               | D-4-61-000-547 Wikidata | weitere Bilder |

## Abgegangene Baudenkmäler
In diesem Abschnitt sind Objekte aufgeführt, die früher einmal in der Denkmalliste eingetragen waren, jetzt aber nicht mehr existieren, z. B. weil sie abgebrochen wurden. Aktennummern in diesem Abschnitt sind ehemalige, jetzt nicht mehr gültige Aktennummern.

| Lage                    | Objekt      | Beschreibung                                                                         | Akten-Nr.              | Bild        |
| ----------------------- | ----------- | ------------------------------------------------------------------------------------ | ---------------------- | ----------- |
| Am Kranen 14 (Standort) | Rückgebäude | Zweieinhalbgeschossig mit flach geneigtem Satteldach, massiv, 1856, 1874 aufgestockt | D-4-61-000-27 Wikidata | Rückgebäude |